# Episodi di PAW Patrol
PAW Patrol è una serie animata creata da Keith Chapman nel 2013. Gli episodi, fino a metà terza stagione sono diretti da Jamie Whitney, da metà terza stagione da Charles E. Bastien.

## Stagioni e messa in onda
| Stagione         | Episodi | Prima TV originale | Prima TV Italia |
| ---------------- | ------- | ------------------ | --------------- |
| Prima stagione   | 26      | 2013–2014          | 2013–2014       |
| Seconda stagione | 26      | 2014–2015          | 2014–2016       |
| Terza stagione   | 26      | 2015–2017          | 2016–2017       |
| Quarta stagione  | 26      | 2017–2018          | 2017–2018       |
| Quinta stagione  | 26      | 2018–2019          | 2018–2019       |
| Sesta stagione   | 26      | 2019–2021          | 2019–2021       |
| Settima stagione | 26      | 2020–2021          | 2020–2021       |
| Ottava stagione  | 26      | 2021–2022          | 2021–2022       |
| Nona stagione    | 26      | 2022–2023          | 2022–2023       |
| Decima stagione  | 26      | 2023–2024          | 2023–2024       |
| Speciali         | 3       | 2018–2020          | 2018–2020       |
| Film             | 2       | 2021–              | 2021–           |

## Lista degli episodi

### Prima stagione (2013–2014)
| N° | Titolo                            | Titolo                                           | Diretto da    | Scritto da              | Prima TV          | Prima TV          | Codice di produzione |
| N° | Originale                         | Italiano                                         | Diretto da    | Scritto da              | USA               | Canada            | Codice di produzione |
| -- | --------------------------------- | ------------------------------------------------ | ------------- | ----------------------- | ----------------- | ----------------- | -------------------- |
| 1  | Pups Make a Splash                | I cuccioli fanno un tuffo                        | Jamie Whitney | Scott Kraft             | 14 novembre 2013  | 27 agosto 2013    | 101                  |
| 1  | Pups Fall Festival                | La nevicata                                      | Jamie Whitney | Kim Duran               | 14 novembre 2013  | 27 agosto 2013    | 101                  |
| 2  | Pups Save the Sea Turtles         | I cuccioli salvano le tartarughe marine          | Jamie Whitney | Ursula Ziegler-Sullivan | 20 agosto 2013    | 27 agosto 2013    | 102                  |
| 2  | Pups and the Very Big Baby        | I cuccioli e il supercucciolo                    | Jamie Whitney | Ursula Ziegler-Sullivan | 20 agosto 2013    | 27 agosto 2013    | 102                  |
| 3  | Pups and the Kitty-tastrophe      | I cuccioli e la gattina                          | Jamie Whitney | Ursula Ziegler-Sullivan | 12 agosto 2013    | 30 agosto 2013    | 103                  |
| 3  | Pups Save a Train                 | I cuccioli e il treno bloccato                   | Jamie Whitney | Franklin Young          | 12 agosto 2013    | 30 agosto 2013    | 103                  |
| 4  | Pup Pup Boogie                    | Pup Pup Boogie                                   | Jamie Whitney | Ursula Ziegler-Sullivan | 19 agosto 2013    | 5 settembre 2013  | 104                  |
| 4  | Pups in a Fog                     | Cuccioli nella nebbia                            | Jamie Whitney | Carolyn Hay             | 19 agosto 2013    | 5 settembre 2013  | 104                  |
| 5  | Pup Pup Goose                     | La piccola oca                                   | Jamie Whitney | Ursula Ziegler-Sullivan | 22 agosto 2013    | 6 settembre 2013  | 105                  |
| 5  | Pup Pup and Away                  | La gara in mongolfiera                           | Jamie Whitney | Kim Duran               | 22 agosto 2013    | 6 settembre 2013  | 105                  |
| 6  | Pups on Ice                       | Cuccioli sulla neve                              | Jamie Whitney | Franklin Young          | 8 gennaio 2014    | 9 settembre 2013  | 106                  |
| 6  | Pups and the Snow Monster         | I cuccioli e il mostro delle nevi                | Jamie Whitney | Ursula Ziegler-Sullivan | 8 gennaio 2014    | 9 settembre 2013  | 106                  |
| 7  | Pups Save the Circus              | I cuccioli salvano il circo                      | Jamie Whitney | Carolyn Hay             | 21 agosto 2013    | 10 settembre 2013 | 107                  |
| 7  | Pup A Doodle Do                   | Gallinella superstar                             | Jamie Whitney | Ursula Ziegler-Sullivan | 21 agosto 2013    | 10 settembre 2013 | 107                  |
| 8  | Pups Pit Crew                     | Cuccioli meccanici                               | Jamie Whitney | Franklin Young          | 26 agosto 2013    | 11 settembre 2013 | 108                  |
| 8  | Pups Fight Fire                   | Il cucciolo pompiere                             | Jamie Whitney | Kim Duran               | 26 agosto 2013    | 11 settembre 2013 | 108                  |
| 9  | Pups Save the Treats              | I cuccioli salvano i dolcetti                    | Jamie Whitney | Ursula Ziegler-Sullivan | 30 settembre 2013 | 12 settembre 2013 | 109                  |
| 9  | Pups Get a Lift                   | I cuccioli prendono la seggiovia                 | Jamie Whitney | Kim Duran               | 30 settembre 2013 | 12 settembre 2013 | 109                  |
| 10 | Pups and the Ghost Pirate         | I cuccioli e la nave fantasma                    | Jamie Whitney | Ursula Ziegler-Sullivan | 23 ottobre 2013   | 13 settembre 2013 | 110                  |
| 11 | Pups Save Christmas               | I cuccioli salvano il Natale                     | Jamie Whitney | Ursula Ziegler-Sullivan | 12 dicembre 2013  | 24 dicembre 2013  | 111                  |
| 12 | Pups Get a Rubble                 | I cuccioli incontrano Rubble                     | Jamie Whitney | Carolyn Hay             | 18 settembre 2013 | 17 settembre 2013 | 112                  |
| 12 | Pups Save a Walrus                | I cuccioli salvano Wally                         | Jamie Whitney | Scott Albert            | 18 settembre 2013 | 17 settembre 2013 | 112                  |
| 13 | Pups Save the Bunnies             | I cuccioli salvano i coniglietti                 | Jamie Whitney | Ursula Ziegler-Sullivan | 28 agosto 2013    | 18 settembre 2013 | 113                  |
| 13 | Pup-tacular                       | Un cucciolo spettacolare                         | Jamie Whitney | Kim Duran               | 28 agosto 2013    | 18 settembre 2013 | 113                  |
| 14 | Pups Save the Bay                 | I cuccioli salvano la baia                       | Jamie Whitney | Ursula Ziegler-Sullivan | 16 settembre 2013 | 21 ottobre 2013   | 114                  |
| 14 | Pups Save a Goodway               | I cuccioli salvano il sindaco                    | Jamie Whitney | Simon Nicholson         | 16 settembre 2013 | 21 ottobre 2013   | 114                  |
| 15 | Pups Save a Hoedown               | I cuccioli salvano la festa western              | Jamie Whitney | Sheila Dinsmore         | 2 ottobre 2013    | 28 ottobre 2013   | 115                  |
| 15 | Pups Save Alex                    | I cuccioli e Alex salvano Cali                   | Jamie Whitney | Scott Albert            | 2 ottobre 2013    | 28 ottobre 2013   | 115                  |
| 16 | Pups Save a School Day            | I cuccioli salvano il primo giorno di scuola     | Jamie Whitney | Ursula Ziegler-Sullivan | 12 novembre 2013  | 29 ottobre 2013   | 116                  |
| 16 | Pups Turn on the Lights           | I cuccioli accendono le luci                     | Jamie Whitney | Scott Albert            | 12 novembre 2013  | 29 ottobre 2013   | 116                  |
| 17 | Pups Save a Pool Day              | I cuccioli salvano la piscina                    | Jamie Whitney | John Van Bruggen        | 13 novembre 2013  | 30 ottobre 2013   | 117                  |
| 17 | Circus Pup-formers                | Cuccioli da circo                                | Jamie Whitney | Kim Duran               | 13 novembre 2013  | 30 ottobre 2013   | 117                  |
| 18 | Pups Save the Easter Egg Hunt     | I cuccioli salvano la caccia alle uova di Pasqua | Jamie Whitney | Ursula Ziegler-Sullivan | 14 aprile 2014    | 19 aprile 2014    | 118                  |
| 19 | Pups Save a Super Pup             | I cuccioli salvano un super cucciolo             | Jamie Whitney | Kim Duran               | 10 gennaio 2014   | 2 agosto 2014     | 119                  |
| 19 | Pups Save Ryder's Robot           | I cuccioli salvano il robot di Ryder             | Jamie Whitney | Scott Albert            | 10 gennaio 2014   | 2 agosto 2014     | 119                  |
| 20 | Pups Go All Monkey                | I cuccioli e la scimmietta                       | Jamie Whitney | Scott Albert            | 5 marzo 2014      | 8 febbraio 2014   | 120                  |
| 20 | Pups Save a Hoot                  | I cuccioli salvano il gufo                       | Jamie Whitney | Simon Nicholson         | 5 marzo 2014      | 8 febbraio 2014   | 120                  |
| 21 | Pups Save a Bat                   | I cuccioli salvano un pipistrello                | Jamie Whitney | Kim Duran               | 7 marzo 2014      | 15 febbraio 2014  | 121                  |
| 21 | Pups Save a Toof                  | Il dentino di Alex                               | Jamie Whitney | Ursula Ziegler-Sullivan | 7 marzo 2014      | 15 febbraio 2014  | 121                  |
| 22 | Pups Save the Camping Trip        | I cuccioli salvano il campeggio                  | Jamie Whitney | Ursula Ziegler-Sullivan | 22 maggio 2014    | 22 febbraio 2014  | 122                  |
| 22 | Pups and the Trouble with Turtles | I cuccioli e le tartarughe in fuga               | Jamie Whitney | Franklin Young          | 22 maggio 2014    | 22 febbraio 2014  | 122                  |
| 23 | Pups and the Beanstalk            | I cuccioli e il fagiolo magico                   | Jamie Whitney | Kim Duran               | 20 maggio 2014    | 1º marzo 2014     | 123                  |
| 23 | Pups Save the Turbots             | I cuccioli salvano i Turbot                      | Jamie Whitney | Ursula Ziegler-Sullivan | 20 maggio 2014    | 1º marzo 2014     | 123                  |
| 24 | Pups and the Lighthouse Boogie    | I cuccioli e il ballo al faro                    | Jamie Whitney | Ursula Ziegler-Sullivan | 6 maggio 2014     | 8 marzo 2014      | 124                  |
| 24 | Pups Save Ryder                   | I cuccioli salvano Ryder                         | Jamie Whitney | Scott Albert            | 6 maggio 2014     | 8 marzo 2014      | 124                  |
| 25 | Pups Great Race                   | La grande corsa dei cuccioli                     | Jamie Whitney | Kim Duran               | 8 maggio 2014     | 15 marzo 2014     | 125                  |
| 25 | Pups Take the Cake                | I cuccioli e la torta                            | Jamie Whitney | Kim Duran               | 8 maggio 2014     | 15 marzo 2014     | 125                  |
| 26 | Pups and the Pirate Treasure      | I cuccioli e il tesoro dei pirati                | Jamie Whitney | Ursula Ziegler-Sullivan | 18 agosto 2014    | 22 marzo 2014     | 126                  |

### Seconda stagione (2014–2015)
| N° | N° | Titolo                            | Titolo                                        | Diretto da    | Scritto da              | Prima TV          | Prima TV          | Codice di produzione |
| N° | N° | Originale                         | Italiano                                      | Diretto da    | Scritto da              | USA               | Canada            | Codice di produzione |
| -- | -- | --------------------------------- | --------------------------------------------- | ------------- | ----------------------- | ----------------- | ----------------- | -------------------- |
| 27 | 1  | Pups Save the Penguins            | I cuccioli salvano i pinguini                 | Jamie Whitney | Ursula Ziegler-Sullivan | 22 agosto 2014    | 27 agosto 2014    | 201                  |
| 27 | 1  | Pups Save a Dolphin Pup           | I cuccioli salvano un piccolo di delfino      | Jamie Whitney | Kim Duran               | 22 agosto 2014    | 27 agosto 2014    | 201                  |
| 28 | 2  | Pups Save the Space Alien         | I cuccioli salvano l'alieno                   | Jamie Whitney | Ursula Ziegler-Sullivan | 13 agosto 2014    | 29 agosto 2014    | 202                  |
| 28 | 2  | Pups Save a Flying Frog           | I cuccioli salvano un rospo volante           | Jamie Whitney | Kim Duran               | 13 agosto 2014    | 29 agosto 2014    | 202                  |
| 29 | 3  | Pups Save Jake                    | I cuccioli salvano Jake                       | Jamie Whitney | Kacey Arnold            | 16 settembre 2014 | 27 agosto 2014    | 203                  |
| 29 | 3  | Pups Save the Parade              | I cuccioli salvano la parata                  | Jamie Whitney | Amy Keating Rogers      | 16 settembre 2014 | 27 agosto 2014    | 203                  |
| 30 | 4  | Pups Save the Diving Bell         | I cuccioli salvano la campana subacquea       | Jamie Whitney | Ursula Ziegler-Sullivan | 17 settembre 2014 | 4 ottobre 2014    | 204                  |
| 30 | 4  | Pups Save the Beavers             | I cuccioli salvano i castori                  | Jamie Whitney | Scott Albert            | 17 settembre 2014 | 4 ottobre 2014    | 204                  |
| 31 | 5  | Pups Save a Ghost                 | I cuccioli salvano un fantasma                | Jamie Whitney | Ursula Ziegler-Sullivan | 20 ottobre 2014   | 22 novembre 2014  | 205                  |
| 31 | 5  | Pups Save a Show                  | I cuccioli salvano lo spettacolo              | Jamie Whitney | Kim Duran               | 20 ottobre 2014   | 22 novembre 2014  | 205                  |
| 32 | 6  | The New Pup                       | Il nuovo cucciolo                             | Jamie Whitney | Ursula Ziegler-Sullivan | 14 novembre 2014  | 18 ottobre 2014   | 206                  |
| 33 | 7  | Pups Jungle Trouble               | I cuccioli e la scimmia dispettosa            | Jamie Whitney | Kacey Arnold            | 18 novembre 2014  | 15 novembre 2014  | 207                  |
| 33 | 7  | Pups Save a Herd                  | I cuccioli salvano un gregge                  | Jamie Whitney | Kim Duran               | 18 novembre 2014  | 15 novembre 2014  | 207                  |
| 34 | 8  | Pups and the Big Freeze           | I cuccioli e il grande freddo                 | Jamie Whitney | Franklin Young          | 20 novembre 2014  | 11 febbraio 2015  | 208                  |
| 34 | 8  | Pups Save a Basketball Game       | I cuccioli salvano una partita di basket      | Jamie Whitney | Kim Duran               | 20 novembre 2014  | 11 febbraio 2015  | 208                  |
| 35 | 9  | Pups Save an Ace                  | I cuccioli salvano l'acrobata del cielo       | Jamie Whitney | Kim Duran               | 22 ottobre 2014   | 8 novembre 2014   | 209                  |
| 35 | 9  | Pups Save a Wedding               | I cuccioli salvano un matrimonio              | Jamie Whitney | Ursula Ziegler-Sullivan | 22 ottobre 2014   | 8 novembre 2014   | 209                  |
| 36 | 10 | Pups Save a Talent Show           | I cuccioli salvano il talent show             | Jamie Whitney | Ursula Ziegler-Sullivan | 6 gennaio 2015    | 13 febbraio 2015  | 210                  |
| 36 | 10 | Pups Save the Corn Roast          | I cuccioli salvano la serata delle pannocchie | Jamie Whitney | Amy Keating Rogers      | 6 gennaio 2015    | 13 febbraio 2015  | 210                  |
| 37 | 11 | Pups Leave Marshall Home Alone    | I cuccioli lasciano Marshall a casa da solo   | Jamie Whitney | Ursula Ziegler-Sullivan | 8 gennaio 2015    | 7 febbraio 2015   | 211                  |
| 37 | 11 | Pups Save the Deer                | I cuccioli salvano i cervi                    | Jamie Whitney | Amy Keating Rogers      | 8 gennaio 2015    | 7 febbraio 2015   | 211                  |
| 38 | 12 | Pups Save the Parrot              | I cuccioli salvano un pappagallo              | Jamie Whitney | Scott Albert            | 2 marzo 2015      | 14 febbraio 2015  | 212                  |
| 38 | 12 | Pups Save the Queen Bee           | I cuccioli salvano l'ape regina               | Jamie Whitney | Ursula Ziegler-Sullivan | 2 marzo 2015      | 14 febbraio 2015  | 212                  |
| 39 | 13 | Pups Save a Mer-pup               | I cuccioli salvano una cansirena              | Jamie Whitney | Amy Keating Rogers      | 20 marzo 2015     | 18 febbraio 2015  | 213                  |
| 40 | 14 | Pups Save an Elephant Family      | I cuccioli salvano una famiglia di elefanti   | Jamie Whitney | Elizabeth Keyishian     | 6 marzo 2015      | 19 febbraio 2015  | 214                  |
| 40 | 14 | Pups and the Mischievous Kittens  | I cuccioli e i gatti dispettosi               | Jamie Whitney | Ursula Ziegler-Sullivan | 6 marzo 2015      | 19 febbraio 2015  | 214                  |
| 41 | 15 | Pups Save a Friend                | I cuccioli salvano un amico                   | Jamie Whitney | Kim Duran               | 13 febbraio 2015  | 7 marzo 2015      | 215                  |
| 41 | 15 | Pups Save a Stowaway              | I cuccioli salvano un clandestino             | Jamie Whitney | Scott Albert            | 13 febbraio 2015  | 7 marzo 2015      | 215                  |
| 42 | 16 | Pups' Adventures in Babysitting   | I cuccioli diventano baby sitter              | Jamie Whitney | Ursula Ziegler-Sullivan | 4 marzo 2015      | 14 marzo 2015     | 216                  |
| 42 | 16 | Pups Save the Fireworks           | I cuccioli salvano i fuochi d'artificio       | Jamie Whitney | Kim Duran               | 4 marzo 2015      | 14 marzo 2015     | 216                  |
| 43 | 17 | Pups Save a Sniffle               | I cuccioli salvano i maialini                 | Jamie Whitney | Ursula Ziegler-Sullivan | 7 aprile 2015     | 21 marzo 2015     | 217                  |
| 43 | 17 | Pups and the Ghost Cabin          | I cuccioli e il fantasma del capanno          | Jamie Whitney | Scott Albert            | 7 aprile 2015     | 21 marzo 2015     | 217                  |
| 44 | 18 | Pups Save an Adventure            | I cuccioli salvano un'avventura               | Jamie Whitney | Scott Albert            | 9 aprile 2015     | 27 maggio 2015    | 218                  |
| 44 | 18 | Pups Save a Surprise              | I cuccioli salvano una sorpresa               | Jamie Whitney | Kim Duran               | 9 aprile 2015     | 27 maggio 2015    | 218                  |
| 45 | 19 | Pup-fu!                           | Kan-fu!                                       | Jamie Whitney | Ursula Ziegler-Sullivan | 16 ottobre 2015   | 1º settembre 2015 | 219                  |
| 46 | 20 | Pups Save the Mayor's Race        | I cuccioli salvano la gara dei sindaci        | Jamie Whitney | Kim Duran               | 12 maggio 2015    |                   | 220                  |
| 46 | 20 | Pups Save an Outlaw's Loot        | I cuccioli salvano il bottino                 | Jamie Whitney | Franklin Young          | 12 maggio 2015    |                   | 220                  |
| 47 | 21 | Pups Save Walinda                 | I cuccioli salvano Walinda                    | Jamie Whitney | Ursula Ziegler-Sullivan | 14 maggio 2015    |                   | 221                  |
| 47 | 21 | Pups Save a Big Bone              | I cuccioli salvano un osso enorme             | Jamie Whitney | Scott Albert            | 14 maggio 2015    |                   | 221                  |
| 48 | 22 | Pups Save a Floundering Francois  | I cuccioli salvano un agitato Francois        | Jamie Whitney | Scott Albert            | 29 maggio 2015    |                   | 222                  |
| 48 | 22 | Pups Save the Pop-up Penguins     | I cuccioli salvano i pinguini                 | Jamie Whitney | Kim Duran               | 29 maggio 2015    |                   | 222                  |
| 49 | 23 | Pups Save a Snowboard Competition | I cuccioli salvano una gara di snowboard      | Jamie Whitney | Elizabeth Keyishian     | 4 dicembre 2015   | 3 settembre 2015  | 223                  |
| 49 | 23 | Pups Save a Chicken of the Sea    | I cuccioli salvano una gallina di mare        | Jamie Whitney | Ursula Ziegler-Sullivan | 4 dicembre 2015   | 3 settembre 2015  | 223                  |
| 50 | 24 | Pups Save a Pizza                 | I cuccioli salvano una pizza                  | Jamie Whitney | Kim Duran               | 24 agosto 2015    | 27 agosto 2015    | 224                  |
| 50 | 24 | Pups Save Skye                    | I cuccioli salvano Skye                       | Jamie Whitney | Kim Duran               | 24 agosto 2015    | 27 agosto 2015    | 224                  |
| 51 | 25 | Pups Save the Woof and Roll Show  | I cuccioli salvano il concerto                | Jamie Whitney | Kim Duran               | 18 settembre 2015 | 15 settembre 2015 | 225                  |
| 51 | 25 | Pups Save an Eagle                | I cuccioli salvano un'aquila                  | Jamie Whitney | Scott Albert            | 18 settembre 2015 | 15 settembre 2015 | 225                  |
| 52 | 26 | Pups Bark with Dinosaurs          | I cuccioli abbaiano con i dinosauri           | Jamie Whitney | Ursula Ziegler-Sullivan | 2 ottobre 2015    | 16 settembre 2015 | 226                  |

### Terza stagione (2015–2017)
| N° | N° | Titolo                           | Titolo                                            | Diretto da         | Scritto da                       | Prima TV          | Prima TV          | Codice di produzione |
| N° | N° | Originale                        | Italiano                                          | Diretto da         | Scritto da                       | USA               | Canada            | Codice di produzione |
| -- | -- | -------------------------------- | ------------------------------------------------- | ------------------ | -------------------------------- | ----------------- | ----------------- | -------------------- |
| 53 | 1  | Pups Find a Genie                | I cuccioli trovano un genio                       | Jamie Whitney      | Kim Duran                        | 20 novembre 2015  | 28 novembre 2015  | 301                  |
| 53 | 1  | Pups Save a Tightrope Walker     | I cuccioli salvano un funambolo                   | Jamie Whitney      | Charles Johnston                 | 20 novembre 2015  | 28 novembre 2015  | 301                  |
| 54 | 2  | Pups Save a Goldrush             | I cuccioli salvano la corsa all'oro               | Jamie Whitney      | Scott Albert                     | 21 aprile 2016    | 9 gennaio 2016    | 302                  |
| 54 | 2  | Pups Save the PAW Patroller      | I cuccioli salvano il PAW Patroller               | Jamie Whitney      | Scott Albert                     | 21 aprile 2016    | 9 gennaio 2016    | 302                  |
| 55 | 3  | Pups Save the Soccer Game        | I cuccioli salvano la partita                     | Jamie Whitney      | Hugh Duffy                       | 22 gennaio 2016   | 16 gennaio 2016   | 303                  |
| 55 | 3  | Pups Save a Lucky Collar         | I cuccioli salvano un collare fortunato           | Jamie Whitney      | Alex Ganetakos                   | 22 gennaio 2016   | 16 gennaio 2016   | 303                  |
| 56 | 4  | Pups Save Alex's Mini-patrol     | I cuccioli salvano la minipatrol di Alex          | Jamie Whitney      | Michael Stokes                   | 22 marzo 2016     | 18 febbraio 2016  | 304                  |
| 56 | 4  | Pups Save a Lost Tooth           | I cuccioli salvano un dentino perduto             | Jamie Whitney      | Kim Duran                        | 22 marzo 2016     | 18 febbraio 2016  | 304                  |
| 57 | 5  | Air Pups                         | Cuccioli volanti                                  | Jamie Whitney      | Scott Albert                     | 29 gennaio 2016   | 13 febbraio 2016  | 305                  |
| 58 | 6  | Pups Save Friendship Day         | I cuccioli salvano la festa dell'amicizia         | Jamie Whitney      | Michael Stokes                   | 12 febbraio 2016  | 5 marzo 2016      | 306                  |
| 59 | 7  | Pups Save Apollo                 | I cuccioli salvano Apollo                         | Charles E. Bastien | Charles Johnston                 | 3 maggio 2016     | 31 marzo 2016     | 307                  |
| 59 | 7  | Pups Save the Hippos             | I cuccioli salvano gli ippopotami                 | Charles E. Bastien | Jeff Sweeney                     | 3 maggio 2016     | 31 marzo 2016     | 307                  |
| 60 | 8  | Pups Save Daring Danny X         | I cuccioli salvano Danny X                        | Charles E. Bastien | Hugh Duffy                       | 24 marzo 2016     | 16 aprile 2016    | 308                  |
| 60 | 8  | Pups in a Fix                    | Il Robo-cucciolo riparatore                       | Charles E. Bastien | Jeff Sweeney                     | 24 marzo 2016     | 16 aprile 2016    | 308                  |
| 61 | 9  | Pups Save a Dragon               | I cuccioli salvano un drago                       | Charles E. Bastien | Kim Duran                        | 19 aprile 2016    | 30 aprile 2016    | 309                  |
| 61 | 9  | Pups Save Three Little Pigs      | I cuccioli salvano tre porcellini                 | Charles E. Bastien | Alex Ganetakos                   | 19 aprile 2016    | 30 aprile 2016    | 309                  |
| 62 | 10 | Pups Save a Stinky Flower        | I cuccioli salvano un fiore puzzolente            | Charles E. Bastien | Hugh Duffy                       | 18 ottobre 2016   | 12 maggio 2016    | 310                  |
| 62 | 10 | Pups Save a Monkey-naut          | I cuccioli salvano la scimmia astronauta          | Charles E. Bastien | Kim Duran                        | 18 ottobre 2016   | 12 maggio 2016    | 310                  |
| 63 | 11 | Pups Save the Polar Bears        | I cuccioli salvano gli orsi polari                | Charles E. Bastien | Kim Duran                        | 5 maggio 2016     | 19 maggio 2016    | 311                  |
| 63 | 11 | A Pup in Sheep's Clothing        | Un cucciolo vestito da pecora                     | Charles E. Bastien | Steven Sullivan                  | 5 maggio 2016     | 19 maggio 2016    | 311                  |
| 64 | 12 | Pups Save a School Bus           | I cuccioli salvano uno scuolabus                  | Charles E. Bastien | Andrew Guerdat                   | 24 maggio 2016    | 26 maggio 2016    | 312                  |
| 64 | 12 | Pups Save the Songbirds          | I cuccioli salvano gli uccellini                  | Charles E. Bastien | Kim Duran                        | 24 maggio 2016    | 26 maggio 2016    | 312                  |
| 65 | 13 | Pups Save Old Trusty             | I cuccioli salvano un geyser                      | Charles E. Bastien | Jeff Sweeney e James Backshall   | 26 maggio 2016    | 23 luglio 2016    | 313                  |
| 65 | 13 | Pups Save a Pony                 | I cuccioli salvano un pony                        | Charles E. Bastien | Scott Albert                     | 26 maggio 2016    | 23 luglio 2016    | 313                  |
| 66 | 14 | Pups Save Sports Day             | I cuccioli salvano la giornata dello sport        | Charles E. Bastien | Scott Albert                     | 22 agosto 2016    | 23 giugno 2016    | 314 / 317            |
| 66 | 14 | Pups Save a Robo-saurus          | I cuccioli salvano un robosauro                   | Charles E. Bastien | Steven Sullivan                  | 10 ottobre 2016   | 23 giugno 2016    | 314                  |
| 67 | 15 | Tracker Joins the Pups!          | Tracker si unisce alla PAW Patrol                 | Charles E. Bastien | Andrew Guerdat e Steven Sullivan | 16 settembre 2016 | 13 agosto 2016    | 315                  |
| 68 | 16 | Pups Bear-ly Save Danny          | I cuccioli salvano Danny da un orso               | Charles E. Bastien | Steven Sullivan                  | 20 ottobre 2016   | 14 agosto 2016    | 316                  |
| 68 | 16 | Pups Save the Mayor's Tulips     | I cuccioli salvano i tulipani del sindaco         | Charles E. Bastien | Kim Duran                        | 20 ottobre 2016   | 14 agosto 2016    | 316                  |
| 69 | 17 | All Star Pups!                   | La partita dei cuccioli                           | Charles E. Bastien | Andrew Guerdat                   | 22 agosto 2016    | 20 agosto 2016    | 317                  |
| 69 | 17 | Pups Save a Film Festival        | I cuccioli salvano il festival del cinema         | Charles E. Bastien | Jeff Sweeney e James Backshall   | 10 ottobre 2016   | 20 agosto 2016    | 317 / 314            |
| 70 | 18 | Pups in a Jam                    | I cuccioli e la marmellata                        | Charles E. Bastien | James Backshall e Jeff Sweeney   | 11 novembre 2016  | 21 agosto 2016    | 318                  |
| 70 | 18 | Pups Save a Windsurfing Pig      | I cuccioli salvano Corny sul windsurf             | Charles E. Bastien | Kim Duran                        | 11 novembre 2016  | 21 agosto 2016    | 318                  |
| 71 | 19 | Pups Get Growing                 | I cuccioli crescono                               | Charles E. Bastien | James Backshall e Jeff Sweeney   | 8 novembre 2016   | 17 settembre 2016 | 319                  |
| 71 | 19 | Pups Save a Space Toy            | I cuccioli salvano un giocattolo spaziale         | Charles E. Bastien | Andrew Guerdat                   | 8 novembre 2016   | 17 settembre 2016 | 319                  |
| 72 | 20 | Pups Get Skunked                 | I cuccioli e la puzzola                           | Charles E. Bastien | Charles Johnston                 | 1º dicembre 2016  | 24 settembre 2016 | 320                  |
| 72 | 20 | Pups and a Whale of a Tale       | I cuccioli e la balena                            | Charles E. Bastien | Andrew Guerdat                   | 1º dicembre 2016  | 24 settembre 2016 | 320                  |
| 73 | 21 | Parroting Pups                   | L'imitatore dei cuccioli                          | Charles E. Bastien | Andrew Guerdat                   | 16 settembre 2016 | 3 dicembre 2016   | 321                  |
| 73 | 21 | Merpups Save the Turbots         | Le cansirene salvano i Turbot                     | Charles E. Bastien | Scott Albert                     | 16 settembre 2016 | 3 dicembre 2016   | 321                  |
| 74 | 22 | The Pups' Winter Wonder Show     | Il meraviglioso spettacolo d'inverno dei cuccioli | Charles E. Bastien | James Backshall e Jeff Sweeney   | 2 dicembre 2016   | 1º dicembre 2016  | 322                  |
| 75 | 23 | Pups Save the Gliding Turbots    | I cuccioli salvano i Turbot volanti               | Charles E. Bastien | Charles Johnston                 | 29 novembre 2016  | 17 dicembre 2016  | 323                  |
| 75 | 23 | Pups Save a Plane                | I cuccioli salvano un aereo                       | Charles E. Bastien | Charles Johnston                 | 29 novembre 2016  | 17 dicembre 2016  | 323                  |
| 76 | 24 | Pups Save a Giant Plant          | I cuccioli salvano una pianta gigante             | Charles E. Bastien | Steven Sullivan                  | 20 gennaio 2017   | 31 dicembre 2016  | 324                  |
| 76 | 24 | Pups Get Stuck                   | I cuccioli si bloccano                            | Charles E. Bastien | James Backshall e Jeff Sweeney   | 20 gennaio 2017   | 31 dicembre 2016  | 324                  |
| 77 | 25 | Pups Raise the PAW Patroller     | I cuccioli recuperano il PAW Patroller            | Charles E. Bastien | Andrew Guerdat                   | 24 gennaio 2017   | 7 gennaio 2017    | 325                  |
| 77 | 25 | Pups Save the Crows              | I cuccioli salvano i corvi                        | Charles E. Bastien | James Backshall e Jeff Sweeney   | 24 gennaio 2017   | 7 gennaio 2017    | 325                  |
| 78 | 26 | Pups Save Their Floating Friends | I cuccioli salvano i loro amici volanti           | Charles E. Bastien | Scott Albert                     | 26 gennaio 2017   | 14 gennaio 2017   | 326                  |
| 78 | 26 | Pups Save a Satellite            | I cuccioli salvano un satellite                   | Charles E. Bastien | Alex Ganetakos                   | 26 gennaio 2017   | 14 gennaio 2017   | 326                  |

### Quarta stagione (2017–2018)
| N°  | N° | Titolo                                  | Titolo                                                  | Diretto da         | Scritto da                       | Prima TV          | Prima TV          | Codice di produzione |
| N°  | N° | Originale                               | Italiano                                                | Diretto da         | Scritto da                       | USA               | Canada            | Codice di produzione |
| --- | -- | --------------------------------------- | ------------------------------------------------------- | ------------------ | -------------------------------- | ----------------- | ----------------- | -------------------- |
| 79  | 1  | Pups Save a Blimp                       | I cuccioli salvano un dirigibile                        | Charles E. Bastien | Steven Sullivan e Andrew Guerdat | 6 febbraio 2017   | 4 marzo 2017      | 401                  |
| 79  | 1  | Pups Save the Chili Cook-off            | I cuccioli salvano la gara di cucina                    | Charles E. Bastien | Alex Ganetakos                   | 6 febbraio 2017   | 4 marzo 2017      | 401                  |
| 80  | 2  | Pups Save a Teeny Penguin               | I cuccioli salvano un piccolo pinguino                  | Charles E. Bastien | Andrew Guerdat e Steven Sullivan | 8 febbraio 2017   | 11 marzo 2017     | 402                  |
| 80  | 2  | Pups Save the Cat Show                  | I cuccioli salvano la mostra felina                     | Charles E. Bastien | James Backshall e Jeff Sweeney   | 8 febbraio 2017   | 11 marzo 2017     | 402                  |
| 81  | 3  | Pups Save a Playful Dragon              | I cuccioli salvano un drago                             | Charles E. Bastien | Charles Johnston                 | 7 aprile 2017     | 18 marzo 2017     | 403                  |
| 81  | 3  | Pups Save the Critters                  | I cuccioli salvano gli animali                          | Charles E. Bastien | Charles Johnston                 | 7 aprile 2017     | 18 marzo 2017     | 403                  |
| 82  | 4  | Mission PAW: Quest for the Crown        | Mission PAW: Alla ricerca della corona                  | Charles E. Bastien | Steven Sullivan e Andrew Guerdat | 24 marzo 2017     | 25 marzo 2017     | 404                  |
| 83  | 5  | Pups Save a Sleepover                   | I cuccioli salvano un pigiama party                     | Charles E. Bastien | Steven Sullivan e Andrew Guerdat | 28 aprile 2017    | 6 maggio 2017     | 405                  |
| 83  | 5  | Pups Save the Carnival                  | I cuccioli salvano la fiera                             | Charles E. Bastien | Louise Moon                      | 28 aprile 2017    | 6 maggio 2017     | 405                  |
| 84  | 6  | Pups Save Jake's Cake                   | I cuccioli salvano la torta di Jake                     | Charles E. Bastien | Steven Sullivan e Andrew Guerdat | 21 aprile 2017    | 13 maggio 2017    | 406                  |
| 84  | 6  | Pups Save a Wild Ride                   | I cuccioli salvano una discesa pericolosa               | Charles E. Bastien | James Backshall e Jeff Sweeney   | 21 aprile 2017    | 13 maggio 2017    | 406                  |
| 85  | 7  | Mission PAW: Royally Spooked            | Mission PAW: Fantasmi al castello                       | Charles E. Bastien | Steven Sullivan e Andrew Guerdat | 14 aprile 2017    | 20 maggio 2017    | 407                  |
| 85  | 7  | Pups Save Monkey-dinger                 | I cuccioli salvano il sindaco scimmia                   | Charles E. Bastien | Scott Albert                     | 14 aprile 2017    | 20 maggio 2017    | 407                  |
| 86  | 8  | Pups Save the Flying Food               | I cuccioli salvano il cibo volante                      | Charles E. Bastien | Steven Sullivan e Andrew Guerdat | 12 maggio 2017    | 27 maggio 2017    | 408                  |
| 86  | 8  | Pups Save a Ferris Wheel                | I cuccioli salvano la ruota panoramica                  | Charles E. Bastien | Charles Johnston                 | 12 maggio 2017    | 27 maggio 2017    | 408                  |
| 87  | 9  | Pups Save a Sleepwalking Bear           | I cuccioli salvano l'orso sonnambulo                    | Charles E. Bastien | Louise Moon                      | 6 ottobre 2017    | 17 giugno 2017    | 409                  |
| 87  | 9  | Pups Save Dude Ranch Danny              | I cuccioli salvano Danny il cowboy                      | Charles E. Bastien | Steven Sullivan e Andrew Guerdat | 6 ottobre 2017    | 17 giugno 2017    | 409                  |
| 88  | 10 | Mission PAW: Pups Save the Royal Throne | Mission PAW: I cuccioli salvano il trono reale          | Charles E. Bastien | Steven Sullivan e Andrew Guerdat | 26 maggio 2017    | 24 giugno 2017    | 410                  |
| 89  | 11 | Pups Save Big Hairy                     | I cuccioli salvano uno scimmione                        | Charles E. Bastien | James Backshall e Jeff Sweeney   | 25 agosto 2017    | 1º luglio 2017    | 411                  |
| 89  | 11 | Pups Save a Flying Kitty                | I cuccioli salvano una gattina volante                  | Charles E. Bastien | Al Schwartz                      | 25 agosto 2017    | 1º luglio 2017    | 411                  |
| 90  | 12 | Pups Party with Bats                    | I cuccioli fanno festa con i pipistrelli                | Charles E. Bastien | Louise Moon                      | 10 novembre 2017  | 8 luglio 2017     | 412                  |
| 90  | 12 | Pups Save Sensei Yumi                   | I cuccioli salvano sensei Yumi                          | Charles E. Bastien | Scott Albert                     | 10 novembre 2017  | 8 luglio 2017     | 412                  |
| 91  | 13 | Sea Patrol: Pups Save a Baby Octopus    | Sea Patrol: I cuccioli salvano un cucciolo di polpo     | Charles E. Bastien | James Backshall e Jeff Sweeney   | 7 luglio 2017     | 9 settembre 2017  | 413                  |
| 92  | 14 | Pups Save the Runaway Kitties           | I cuccioli salvano i gattini in fuga                    | Charles E. Bastien | Steven Sullivan e Andrew Guerdat | 21 agosto 2017    | 16 settembre 2017 | 414                  |
| 92  | 14 | Pups Save Tiny Marshall                 | I cuccioli salvano il mini Marshall                     | Charles E. Bastien | Tom Berger                       | 21 agosto 2017    | 16 settembre 2017 | 414                  |
| 93  | 15 | Pups Chill Out                          | Cuccioli sotto zero                                     | Charles E. Bastien | Louise Moon                      | 23 agosto 2017    | 23 settembre 2017 | 415                  |
| 93  | 15 | Pups Save Farmer Alex                   | I cuccioli salvano Alex il contadino                    | Charles E. Bastien | Al Schwartz                      | 23 agosto 2017    | 23 settembre 2017 | 415                  |
| 94  | 16 | Sea Patrol: Pups Save a Shark           | Sea Patrol: I cuccioli salvano uno squalo               | Charles E. Bastien | Scott Albert                     | 8 settembre 2017  | 30 settembre 2017 | 416                  |
| 94  | 16 | Sea Patrol: Pups Save the Pier          | Sea Patrol: I cuccioli salvano il molo                  | Charles E. Bastien | Al Schwartz                      | 8 settembre 2017  | 30 settembre 2017 | 416                  |
| 95  | 17 | Pups Save a Space Rock                  | I cuccioli salvano una roccia spaziale                  | Charles E. Bastien | Louise Moon                      | 19 settembre 2017 | 7 ottobre 2017    | 417                  |
| 95  | 17 | Pups Save a Good Mayor                  | I cuccioli salvano un buon sindaco                      | Charles E. Bastien | James Backshall e Jeff Sweeney   | 19 settembre 2017 | 7 ottobre 2017    | 417                  |
| 96  | 18 | Pups Save a City Kitty                  | I cuccioli salvano una gattina di città                 | Charles E. Bastien | Andrew Guerdat e Steven Sullivan | 21 settembre 2017 | 14 ottobre 2017   | 418                  |
| 96  | 18 | Pups Save a Cloud Surfer                | I cuccioli salvano un kiter                             | Charles E. Bastien | James Backshall e Jeff Sweeney   | 21 settembre 2017 | 14 ottobre 2017   | 418                  |
| 97  | 19 | Sea Patrol: Pirate Pups to the Rescue   | Sea Patrol: I cuccioli pirata alla riscossa             | Charles E. Bastien | Steven Sullivan e Andrew Guerdat | 20 ottobre 2017   | 21 ottobre 2017   | 419                  |
| 98  | 20 | Pups Save the Mail                      | I cuccioli salvano la posta                             | Charles E. Bastien | Al Schwartz                      | 27 ottobre 2017   | 10 febbraio 2018  | 420                  |
| 98  | 20 | Pups Save a Frog Mayor                  | I cuccioli salvano il sindaco rana                      | Charles E. Bastien | Louise Moon                      | 27 ottobre 2017   | 10 febbraio 2018  | 420                  |
| 99  | 21 | Pups Save the Runaway Turtles           | I cuccioli salvano le tartarughe in fuga                | Charles E. Bastien | Scott Albert                     | 7 novembre 2017   | 17 febbraio 2018  | 421                  |
| 99  | 21 | Pups Save the Shivering Sheep           | I cuccioli salvano le pecore freddolose                 | Charles E. Bastien | James Backshall e Jeff Sweeney   | 7 novembre 2017   | 17 febbraio 2018  | 421                  |
| 100 | 22 | Sea Patrol: Pups Save a Frozen Flounder | Sea Patrol: I cuccioli salvano la Flounder ghiacciata   | Charles E. Bastien | Scott Albert                     | 6 novembre 2017   | 6 gennaio 2018    | 422                  |
| 100 | 22 | Sea Patrol: Pups Save a Narwhal         | Sea Patrol: I cuccioli salvano un narvalo               | Charles E. Bastien | Louise Moon                      | 6 novembre 2017   | 6 gennaio 2018    | 422                  |
| 101 | 23 | Pups Save Luke Stars                    | I cuccioli salvano Luke Stars                           | Charles E. Bastien | Louise Moon                      | 6 marzo 2018      | 13 gennaio 2018   | 423                  |
| 101 | 23 | Pups Save Chicken Day                   | I cuccioli salvano la festa dei polli                   | Charles E. Bastien | Jason McKenzie                   | 6 marzo 2018      | 13 gennaio 2018   | 423                  |
| 102 | 24 | Pups Save Francois the Penguin          | I cuccioli salvano il pinguino Francois                 | Charles E. Bastien | Al Schwartz                      | 30 gennaio 2018   | 20 gennaio 2018   | 424                  |
| 102 | 24 | Pups Save Daring Danny's Hippo          | I cuccioli salvano l'ippopotamo di Danny X il Temerario | Charles E. Bastien | Andrew Guerdat e Steven Sullivan | 30 gennaio 2018   | 20 gennaio 2018   | 424                  |
| 103 | 25 | Pups Save Baby Humdinger                | I cuccioli salvano il piccolo Humdinger                 | Charles E. Bastien | Hugh Duffy                       | 1º febbraio 2018  | 27 gennaio 2018   | 425                  |
| 103 | 25 | Pups Save a Piñata                      | I cuccioli salvano una pignata                          | Charles E. Bastien | Hugh Duffy                       | 1º febbraio 2018  | 27 gennaio 2018   | 425                  |
| 104 | 26 | Sea Patrol: Pups Save Puplantis         | Sea Patrol: I cuccioli salvano Canatlantide             | Charles E. Bastien | Louise Moon                      | 15 gennaio 2018   | 3 febbraio 2018   | 426                  |

### Quinta stagione (2018–2019)
| N°  | N° | Titolo                                            | Titolo                                                      | Diretto da         | Scritto da                       | Prima TV          | Prima TV          | Codice di produzione |
| N°  | N° | Originale                                         | Italiano                                                    | Diretto da         | Scritto da                       | USA               | Canada            | Codice di produzione |
| --- | -- | ------------------------------------------------- | ----------------------------------------------------------- | ------------------ | -------------------------------- | ----------------- | ----------------- | -------------------- |
| 105 | 1  | Pups Save the Kitty Rescue Crew                   | I cuccioli salvano la squadra di salvataggio dei gattini    | Charles E. Bastien | Louise Moon                      | 6 febbraio 2018   | 30 giugno 2018    | 501                  |
| 105 | 1  | Pups Save an Ostrich                              | I cuccioli salvano uno struzzo                              | Charles E. Bastien | James Backshall e Jeff Sweeney   | 6 febbraio 2018   | 30 giugno 2018    | 501                  |
| 106 | 2  | Pups Save Big Paw                                 | I cuccioli salvano Zampa Grossa                             | Charles E. Bastien | Louise Moon                      | 8 febbraio 2018   | 7 luglio 2018     | 502                  |
| 106 | 2  | Pups Save the Hum-mover                           | I cuccioli salvano la Humdi-mobile                          | Charles E. Bastien | Michael Stokes                   | 8 febbraio 2018   | 7 luglio 2018     | 502                  |
| 107 | 3  | Sea Patrol: Pups Save a Sunken Sloop              | Sea Patrol: I cuccioli salvano un relitto                   | Charles E. Bastien | Hugh Duffy                       | 19 febbraio 2018  | 14 luglio 2018    | 503                  |
| 107 | 3  | Sea Patrol: Pups Save a Wiggly Whale              | Sea Patrol: I cuccioli salvano una balena agitata           | Charles E. Bastien | James Backshall e Jeff Sweeney   | 19 febbraio 2018  | 14 luglio 2018    | 503                  |
| 108 | 4  | Pups Save a High-flying Skye                      | I cuccioli salvano Skye                                     | Charles E. Bastien | Michael Stokes                   | 8 marzo 2018      | 21 luglio 2018    | 504                  |
| 108 | 4  | Pups Go for the Gold                              | I cuccioli alla ricerca dell'oro                            | Charles E. Bastien | Andrew Guerdat e Steven Sullivan | 8 marzo 2018      | 21 luglio 2018    | 504                  |
| 109 | 5  | Pups Save an Extreme Lunch                        | I cuccioli salvano un pranzo estremo                        | Charles E. Bastien | Scott Albert                     | 30 marzo 2018     | 28 luglio 2018    | 505                  |
| 109 | 5  | Pups Save a Cat Burglar                           | I cuccioli salvano un ladro di gatti                        | Charles E. Bastien | Al Schwartz                      | 30 marzo 2018     | 28 luglio 2018    | 505                  |
| 110 | 6  | Sea Patrol: Pups Save the Flying Diving Bell      | Sea Patrol: I cuccioli salvano un batiscafo                 | Charles E. Bastien | Louise Moon                      | 20 aprile 2018    | 4 agosto 2018     | 506                  |
| 110 | 6  | Sea Patrol: Pups Save a Soggy Farm                | Sea Patrol: I cuccioli salvano una fattoria allagata        | Charles E. Bastien | Andrew Guerdat e Steven Sullivan | 20 aprile 2018    | 4 agosto 2018     | 506                  |
| 111 | 7  | Pups Save the Butterflies                         | I cuccioli salvano le farfalle                              | Charles E. Bastien | Michael Stokes                   | 3 maggio 2018     | 11 agosto 2018    | 507                  |
| 111 | 7  | Pups Save an Underground Chicken                  | I cuccioli salvano la statua di Chickaletta                 | Charles E. Bastien | Hugh Duffy                       | 3 maggio 2018     | 11 agosto 2018    | 507                  |
| 112 | 8  | Pups Save the Bookmobile                          | I cuccioli salvano la biblioteca mobile                     | Charles E. Bastien | Michael Stokes                   | 1º maggio 2018    | 18 agosto 2018    | 508                  |
| 112 | 8  | Pups Save Heady Humdinger                         | I cuccioli salvano il sindaco vanitoso                      | Charles E. Bastien | Michael Stokes                   | 1º maggio 2018    | 18 agosto 2018    | 508                  |
| 113 | 9  | Sea Patrol: Pups Save Their Pirated Sea Patroller | Sea Patrol: I cuccioli salvano il Sea Patroller             | Charles E. Bastien | Andrew Guerdat e Steven Sullivan | 25 maggio 2018    | 25 agosto 2018    | 509                  |
| 114 | 10 | Pups Save the PawPaws                             | I cuccioli salvano le papaie                                | Charles E. Bastien | James Backshall e Jeff Sweeney   | 28 giugno 2018    | 1º settembre 2018 | 510                  |
| 114 | 10 | Pups Save a Popped Top                            | I cuccioli salvano un tetto                                 | Charles E. Bastien | Andrew Guerdat e Steven Sullivan | 28 giugno 2018    | 1º settembre 2018 | 510                  |
| 115 | 11 | Ultimate Rescue: Pups Save the Royal Kitties      | Ultimate Rescue: I cuccioli salvano i gattini reali         | Charles E. Bastien | Al Schwartz                      | 22 giugno 2018    | 8 settembre 2018  | 511                  |
| 116 | 12 | Pups Save the Snowshoeing Goodways                | I cuccioli salvano i Goodway sulla neve                     | Charles E. Bastien | Louise Moon                      | 17 luglio 2018    | 15 settembre 2018 | 512                  |
| 116 | 12 | Pups Save a Duck Pond                             | I cuccioli salvano lo stagno delle anatre                   | Charles E. Bastien | James Backshall e Jeff Sweeney   | 17 luglio 2018    | 15 settembre 2018 | 512                  |
| 117 | 13 | Sea Patrol: Pups Save Tilly Turbot                | Sea Patrol: I cuccioli salvano Tilly Turbot                 | Charles E. Bastien | Al Schwartz                      | 19 luglio 2018    | 22 settembre 2018 | 513                  |
| 117 | 13 | Pups Save an Upset Elephant                       | I cuccioli salvano un elefante agitato                      | Charles E. Bastien | Louise Moon                      | 19 luglio 2018    | 22 settembre 2018 | 513                  |
| 118 | 14 | Ultimate Rescue: Pups Save the Tigers             | Ultimate Rescue: I cuccioli salvano le tigri                | Charles E. Bastien | Michael Stokes                   | 10 agosto 2018    | 22 dicembre 2018  | 514                  |
| 119 | 15 | Rocky Saves Himself                               | Rocky salva se stesso                                       | Charles E. Bastien | Hugh Duffy                       | 3 settembre 2018  | 25 dicembre 2018  | 515                  |
| 119 | 15 | Pups and the Mystery of the Driverless Snow Cat   | I cuccioli e il mistero del gatto delle nevi                | Charles E. Bastien | Andrew Guerdat e Steven Sullivan | 3 settembre 2018  | 25 dicembre 2018  | 515                  |
| 120 | 16 | Pups Save the Trick-or-Treaters                   | I cuccioli salvano Halloween                                | Charles E. Bastien | Louise Moon                      | 8 ottobre 2018    | 12 gennaio 2019   | 516                  |
| 120 | 16 | Pups Save an Out of Control Mini Patrol           | I cuccioli salvano la Mini Patrol                           | Charles E. Bastien | Jason McKenzie                   | 8 ottobre 2018    | 12 gennaio 2019   | 516                  |
| 121 | 17 | Ultimate Rescue: Pups Save the Movie Monster      | Ultimate Rescue: I cuccioli salvano il mostro del film      | Charles E. Bastien | Scott Albert                     | 21 settembre 2018 | 15 dicembre 2018  | 517                  |
| 122 | 18 | Mission PAW: Pups Save a Royal Concert            | Mission PAW: I cuccioli salvano un concerto reale           | Charles E. Bastien | Louise Moon                      | 26 ottobre 2018   | 25 dicembre 2018  | 518                  |
| 122 | 18 | Mission PAW: Pups Save the Princess' Pals         | Mission PAW: I cuccioli salvano gli amici della principessa | Charles E. Bastien | Michael Stokes                   | 26 ottobre 2018   | 25 dicembre 2018  | 518                  |
| 123 | 19 | Pups and the Werepuppy                            | I cuccioli e il cucciolo mannaro                            | Charles E. Bastien | Michael Stokes                   | 12 ottobre 2018   | 19 gennaio 2019   | 519                  |
| 123 | 19 | Pups Save a Sleepwalking Mayor                    | I cuccioli salvano il sindaco sonnambulo                    | Charles E. Bastien | Al Schwartz                      | 12 ottobre 2018   | 19 gennaio 2019   | 519                  |
| 124 | 20 | Ultimate Rescue: Pups Save a Swamp Monster        | Ultimate Rescue: I cuccioli e il mostro della palude        | Charles E. Bastien | Al Schwartz                      | 30 novembre 2018  | 26 gennaio 2019   | 520                  |
| 124 | 20 | Ultimate Rescue: Pups and the Hidden Golden Bones | Ultimate Rescue: I cuccioli e le ossa d'oro nascoste        | Charles E. Bastien | Hugh Duffy                       | 30 novembre 2018  | 26 gennaio 2019   | 520                  |
| 125 | 21 | Pups Save a Cuckoo Clock                          | I cuccioli salvano un orologio a cucù                       | Charles E. Bastien | Louise Moon                      | 16 novembre 2018  | 2 febbraio 2019   | 521                  |
| 125 | 21 | Pups Save Ms. Marjorie's House                    | I cuccioli salvano la casa della signorina Marjorie         | Charles E. Bastien | Michael Stokes                   | 16 novembre 2018  | 2 febbraio 2019   | 521                  |
| 126 | 22 | Pups Save Thanksgiving                            | I cuccioli salvano il Giorno del ringraziamento             | Charles E. Bastien | Hugh Duffy                       | 21 novembre 2018  | 9 febbraio 2019   | 522                  |
| 126 | 22 | Pups Save a Windy Bay                             | I cuccioli salvano una baia ventosa                         | Charles E. Bastien | James Backshall e Jeff Sweeney   | 21 novembre 2018  | 9 febbraio 2019   | 522                  |
| 127 | 23 | Pups Save a Frozen Camp Out                       | I cuccioli salvano un campeggio gelato                      | Charles E. Bastien | Andrew Guerdat e Steven Sullivan | 14 dicembre 2018  | 2 marzo 2019      | 523                  |
| 127 | 23 | Pups Save the Fizzy Pickles                       | I cuccioli salvano i sottaceti                              | Charles E. Bastien | Scott Albert                     | 14 dicembre 2018  | 2 marzo 2019      | 523                  |
| 128 | 24 | Pups Save a Pluck-o-matic                         | I cuccioli salvano lo spanno-matic                          | Charles E. Bastien | James Backshall e Jeff Sweeney   | 31 dicembre 2018  | 23 febbraio 2019  | 524                  |
| 128 | 24 | Pups Save a Mascot                                | I cuccioli salvano una mascotte                             | Charles E. Bastien | Louise Moon                      | 31 dicembre 2018  | 23 febbraio 2019  | 524                  |
| 129 | 25 | Ultimate Rescue: Pups Save a Runaway Stargazer    | Ultimate Rescue: I cuccioli salvano un osservatorio in fuga | Charles E. Bastien | Andrew Guerdat e Steven Sullivan | 21 gennaio 2019   | 16 febbraio 2019  | 525                  |
| 130 | 26 | Pups Save Ace's Birthday Surprise                 | I cuccioli salvano la sorpresa di compleanno di Ace         | Charles E. Bastien | Louise Moon                      | 25 gennaio 2019   | 9 marzo 2019      | 526                  |
| 130 | 26 | Pups Save a Tower of Pizza                        | I cuccioli salvano una torre di pizza                       | Charles E. Bastien | Debra Felstead e Ross McKie      | 25 gennaio 2019   | 9 marzo 2019      | 526                  |

### Sesta stagione (2019–2021)
| N°  | N° | Titolo                                                           | Titolo                                                           | Diretto da         | Scritto da                       | Prima TV         | Prima TV         | Codice di produzione |
| N°  | N° | Originale                                                        | Italiano                                                         | Diretto da         | Scritto da                       | USA              | Canada           | Codice di produzione |
| --- | -- | ---------------------------------------------------------------- | ---------------------------------------------------------------- | ------------------ | -------------------------------- | ---------------- | ---------------- | -------------------- |
| 131 | 1  | Pups Save the Jungle Penguins                                    | I cuccioli salvano i pinguini nella giungla                      | Charles E. Bastien | Hugh Duffy                       | 22 febbraio 2019 | 18 maggio 2019   | 601                  |
| 131 | 1  | Pups Save a Freighter                                            | I cuccioli salvano un mercantile                                 | Charles E. Bastien | Hugh Duffy                       | 22 febbraio 2019 | 18 maggio 2019   | 601                  |
| 132 | 2  | Ultimate Rescue: Pups Stop a Meltdown                            | Ultimate Rescue: I cuccioli combattono il caldo                  | Charles E. Bastien | James Backshall e Jeff Sweeney   | 4 marzo 2019     | 25 maggio 2019   | 602                  |
| 132 | 2  | Ultimate Rescue: Pups and the Mystery of the Missing Cell Phones | Ultimate Rescue: I cuccioli e il mistero dei cellulari scomparsi | Charles E. Bastien | Hugh Duffy                       | 4 marzo 2019     | 25 maggio 2019   | 602                  |
| 133 | 3  | Pups Save a Melon Festival                                       | I cuccioli salvano la fiera dei cocomeri                         | Charles E. Bastien | James Backshall e Jeff Sweeney   | 15 marzo 2019    | 1º giugno 2019   | 603                  |
| 133 | 3  | Pups Save a Cow                                                  | I cuccioli salvano una mucca                                     | Charles E. Bastien | Al Schwartz                      | 15 marzo 2019    | 1º giugno 2019   | 603                  |
| 134 | 4  | Pups Save the Honey                                              | I cuccioli salvano il miele                                      | Charles E. Bastien | Louise Moon                      | 26 aprile 2019   | 8 giugno 2019    | 604                  |
| 134 | 4  | Pups Save Mayor Goodway's Purse                                  | I cuccioli salvano la borsa del sindaco                          | Charles E. Bastien | Al Schwartz                      | 26 aprile 2019   | 8 giugno 2019    | 604                  |
| 135 | 5  | Ultimate Rescue: Pups Save the Mountain Climbers                 | Ultimate Rescue: I cuccioli salvano gli scalatori                | Charles E. Bastien | James Backshall e Jeff Sweeney   | 19 aprile 2019   | 15 giugno 2019   | 605                  |
| 135 | 5  | Ultimate Rescue: Pups Save Captain Gordy                         | Ultimate Rescue: I cuccioli salvano capitan Gordy                | Charles E. Bastien | Hugh Duffy                       | 19 aprile 2019   | 15 giugno 2019   | 605                  |
| 136 | 6  | Pups and the Stinky Bubble Trouble                               | I cuccioli e le bolle puzzolenti                                 | Charles E. Bastien | Andrew Guerdat e Steven Sullivan | 3 maggio 2019    | 22 giugno 2019   | 606                  |
| 136 | 6  | Pups Save the Baby Ostriches                                     | I cuccioli salvano i piccoli struzzi                             | Charles E. Bastien | Jeff Sweeney                     | 3 maggio 2019    | 22 giugno 2019   | 606                  |
| 137 | 7  | Pups Save Gustavo's Guitar                                       | I cuccioli salvano la chitarra di Gustavo                        | Charles E. Bastien | Louise Moon                      | 27 maggio 2019   | 29 giugno 2019   | 607                  |
| 137 | 7  | Pups Save the Yoga Goats                                         | I cuccioli salvano le caprette da yoga                           | Charles E. Bastien | Al Schwartz                      | 27 maggio 2019   | 29 giugno 2019   | 607                  |
| 138 | 8  | Pups Save Bedtime                                                | I cuccioli salvano l'ora della nanna                             | Charles E. Bastien | David Rosenberg                  | 3 settembre 2019 | 6 luglio 2019    | 608                  |
| 138 | 8  | Pups Save Chickaletta's Egg                                      | I cuccioli salvano l'uovo di Chickaletta                         | Charles E. Bastien | James Backshall                  | 3 settembre 2019 | 6 luglio 2019    | 608                  |
| 139 | 9  | Mighty Pups, Super Paws: When Super Kitties Attack               | I Super Cuccioli: L'attacco dei super gattini                    | Charles E. Bastien | Andrew Guerdat e Steven Sullivan | 28 giugno 2019   | 13 luglio 2019   | 609                  |
| 140 | 10 | Pups Save a Manatee                                              | I cuccioli salvano un lamantino                                  | Charles E. Bastien | Robin Stein                      | 4 settembre 2019 | 20 luglio 2019   | 610                  |
| 140 | 10 | Pups Save Breakfast                                              | I cuccioli salvano la colazione                                  | Charles E. Bastien | Clark Stubbs                     | 4 settembre 2019 | 20 luglio 2019   | 610                  |
| 141 | 11 | Pups Save the Land Pirates                                       | I cuccioli salvano i pirati di terra                             | Charles E. Bastien | Andrew Guerdat e Steven Sullivan | 5 settembre 2019 | 27 luglio 2019   | 611                  |
| 141 | 11 | Pups Save the Birdwatching Turbots                               | I cuccioli salvano la gara dei Turbot                            | Charles E. Bastien | Louise Moon                      | 5 settembre 2019 | 27 luglio 2019   | 611                  |
| 142 | 12 | Mighty Pups, Super Paws: Pups Meet the Mighty Twins              | I Super Cuccioli: I cuccioli incontrano i super-gemelli          | Charles E. Bastien | Andrew Guerdat e Steven Sullivan | 26 luglio 2019   | 3 agosto 2019    | 612                  |
| 143 | 13 | Pups Save a Freaky Pup-day                                       | I cuccioli salvano una strana giornata                           | Charles E. Bastien | David Rosenberg                  | 12 novembre 2019 | 10 agosto 2019   | 613                  |
| 143 | 13 | Pups Save a Runaway Mayor                                        | I cuccioli salvano un sindaco in fuga                            | Charles E. Bastien | Robin J. Stein                   | 12 novembre 2019 | 10 agosto 2019   | 613                  |
| 144 | 14 | Pups Save a Bat Family                                           | I cuccioli salvano una famiglia di pipistrelli                   | Charles E. Bastien | Louise Moon                      | 4 ottobre 2019   | 12 ottobre 2019  | 614                  |
| 144 | 14 | Pups Save a Mud Monster                                          | I cuccioli salvano un mostro di fango                            | Charles E. Bastien | James Backshall                  | 4 ottobre 2019   | 12 ottobre 2019  | 614                  |
| 145 | 15 | Mighty Pups, Super Paws: Pups Save a Giant Chicken               | I Super Cuccioli: I cuccioli salvano una gallina gigante         | Charles E. Bastien | Al Schwartz                      | 2 settembre 2019 | 19 ottobre 2019  | 615                  |
| 145 | 15 | Mighty Pups, Super Paws: Pups Stop Harold's Deep Freeze          | I Super Cuccioli: I cuccioli fermeranno il freddo di Harold      | Charles E. Bastien | James Backshall                  | 2 settembre 2019 | 19 ottobre 2019  | 615                  |
| 146 | 16 | Pups Save the Balloon Pups                                       | I cuccioli salvano i palloncini                                  | Charles E. Bastien | David Rosenberg                  | 27 novembre 2019 | 26 ottobre 2019  | 616                  |
| 146 | 16 | Pups Save the Spider Spies                                       | I cuccioli salvano i cercatori di ragni                          | Charles E. Bastien | Robin J. Stein                   | 27 novembre 2019 | 26 ottobre 2019  | 616                  |
| 147 | 17 | Pups Save the Bears                                              | I cuccioli salvano gli orsi                                      | Charles E. Bastien | Clark Stubbs                     | 13 novembre 2019 | 2 novembre 2019  | 617                  |
| 147 | 17 | Pups Save a Farmerless Farm                                      | I cuccioli salvano una fattoria                                  | Charles E. Bastien | Al Schwartz e James Backshall    | 13 novembre 2019 | 2 novembre 2019  | 617                  |
| 148 | 18 | Mighty Pups, Super Paws: Pups and the Big Twin Trick             | I Super Cuccioli: I cuccioli e il grande trucco                  | Charles E. Bastien | Andrew Guerdat e Steven Sullivan | 11 ottobre 2019  | 9 novembre 2019  | 618                  |
| 148 | 18 | Mighty Pups, Super Paws: Pups Save a Mega Mayor                  | I Super Cuccioli: I cuccioli salvano un super sindaco            | Charles E. Bastien | Robin J. Stein                   | 11 ottobre 2019  | 9 novembre 2019  | 618                  |
| 149 | 19 | Pups Save a White Wolf                                           | I cuccioli salvano un lupo artico                                | Charles E. Bastien | David Rosenberg                  | 20 dicembre 2019 | 16 novembre 2019 | 619                  |
| 149 | 19 | Pups Save a Wrong Way Explorer                                   | I cuccioli salvano un esploratore smarrito                       | Charles E. Bastien | Andrew Guerdat e Steven Sullivan | 20 dicembre 2019 | 16 novembre 2019 | 619                  |
| 150 | 20 | Pups Save the Squirrels                                          | I cuccioli salvano gli scoiattoli                                | Charles E. Bastien | James Backshall                  | 14 novembre 2019 | 23 novembre 2019 | 620                  |
| 150 | 20 | Pups Save a Roo                                                  | I cuccioli salvano un canguro                                    | Charles E. Bastien | Jeff Sweeney                     | 14 novembre 2019 | 23 novembre 2019 | 620                  |
| 151 | 21 | Mighty Pups, Charged Up: Pups vs. the Copycat                    | I Super Cuccioli: I cuccioli contro Copycat                      | Charles E. Bastien | Louise Moon                      | 20 gennaio 2020  | 21 dicembre 2019 | 621                  |
| 152 | 22 | Pups Save a Humsquatch                                           | I cuccioli salvano un Humsquatch                                 | Charles E. Bastien | Al Schwartz                      | 27 gennaio 2020  | 11 gennaio 2020  | 622                  |
| 152 | 22 | Pups Stop a Far Flung Flying Disc                                | I cuccioli salvano un disco volante                              | Charles E. Bastien | James Backshall                  | 27 gennaio 2020  | 11 gennaio 2020  | 622                  |
| 153 | 23 | Pups Rescue a Rescuer                                            | I cuccioli salvano un soccorritore                               | Charles E. Bastien | Robin J. Stein                   | 28 febbraio 2020 | 18 gennaio 2020  | 623                  |
| 153 | 23 | Pups Save the Phantom of the Frog Pond                           | I cuccioli salvano il fantasma dello stagno                      | Charles E. Bastien | Al Schwartz                      | 28 febbraio 2020 | 18 gennaio 2020  | 623                  |
| 154 | 24 | Mighty Pups, Charged Up: Pups Stop a Big Bad Bot                 | I Super Cuccioli: I cuccioli fermano un robot                    | Charles E. Bastien | Andrew Guerdat e Steven Sullivan | 17 febbraio 2020 | 25 gennaio 2020  | 624                  |
| 154 | 24 | Mighty Pups, Charged Up: Pups vs. the Dome                       | I Super Cuccioli: I cuccioli e la cupola                         | Charles E. Bastien | Al Schwartz                      | 17 febbraio 2020 | 25 gennaio 2020  | 624                  |
| 155 | 25 | Ultimate Rescue: Pups Save the Opening Ceremonies                | Ultimate Rescue: I cuccioli salvano la cerimonia di apertura     | Charles E. Bastien | Michael Stokes                   | 23 luglio 2021   | 15 febbraio 2020 | 625                  |
| 155 | 25 | Ultimate Rescue: Pups Save the Adventure Bay Games               | Ultimate Rescue: I cuccioli salvano i giochi di Adventure Bay    | Charles E. Bastien | Michael Stokes                   | 23 luglio 2021   | 15 febbraio 2020 | 625                  |
| 156 | 26 | Pups Save a Tour Bus                                             | I cuccioli salvano un bus                                        | Charles E. Bastien | Sean Jara                        | 13 marzo 2020    | 22 febbraio 2020 | 626                  |
| 156 | 26 | Pups Save Midnight at the Museum                                 | I cuccioli salvano una notte al museo                            | Charles E. Bastien | Clark Stubbs                     | 13 marzo 2020    | 22 febbraio 2020 | 626                  |

### Settima stagione (2020–2021)
| N°  | N° | Titolo                                                 | Titolo                                                     | Diretto da         | Scritto da                       | Prima TV         | Prima TV          | Codice di produzione |
| N°  | N° | Originale                                              | Italiano                                                   | Diretto da         | Scritto da                       | USA              | Canada            | Codice di produzione |
| --- | -- | ------------------------------------------------------ | ---------------------------------------------------------- | ------------------ | -------------------------------- | ---------------- | ----------------- | -------------------- |
| 157 | 1  | Mighty Pups, Charged Up: Pups Stop a Humdinger Horde   | I Super Cuccioli: I cuccioli fermano un'orda di Humdinger  | Charles E. Bastien | Robin J. Stein                   | 27 marzo 2020    | 2 maggio 2020     | 701                  |
| 157 | 1  | Mighty Pups, Charged Up: Pups Save a Mighty Lighthouse | I Super Cuccioli: I cuccioli salvano un super faro         | Charles E. Bastien | David Rosenberg                  | 27 marzo 2020    | 2 maggio 2020     | 701                  |
| 158 | 2  | Pups Save Election Day                                 | I cuccioli salvano le elezioni                             | Charles E. Bastien | James Backshall                  | 30 ottobre 2020  | 9 maggio 2020     | 702                  |
| 158 | 2  | Pups Save the Bubble Monkeys                           | I cuccioli salvano le scimmie volanti                      | Charles E. Bastien | Andrew Guerdat e Steven Sullivan | 30 ottobre 2020  | 9 maggio 2020     | 702                  |
| 159 | 3  | Pups Save an Antarctic Martian                         | I cuccioli salvano un marziano antartico                   | Charles E. Bastien | Al Schwartz                      | 8 maggio 2020    | 16 maggio 2020    | 703                  |
| 159 | 3  | Pups Save the Maze Explorers                           | I cuccioli salvano gli esploratori                         | Charles E. Bastien | Louise Moon                      | 8 maggio 2020    | 16 maggio 2020    | 703                  |
| 160 | 4  | Mighty Pups, Charged Up: Pups vs. Three Super Baddies  | I Super Cuccioli: I cuccioli contro tre super cattivi      | Charles E. Bastien | Andrew Guerdat e Steven Sullivan | 17 aprile 2020   | 23 maggio 2020    | 704                  |
| 161 | 5  | Pups Save a Waiter Bot                                 | I cuccioli salvano un robot cameriere                      | Charles E. Bastien | Robin J. Stein                   | 5 giugno 2020    | 30 maggio 2020    | 705                  |
| 161 | 5  | Pups Stop a Pie-clone                                  | I cuccioli fermano un tort-nado                            | Charles E. Bastien | Phillip Bastien                  | 5 giugno 2020    | 30 maggio 2020    | 705                  |
| 162 | 6  | Dino Rescue: Pups and the Lost Dino Eggs               | Dino Rescue: I cuccioli e le uova di dinosauro             | Charles E. Bastien | Andrew Guerdat e Steven Sullivan | 26 giugno 2020   | 13 giugno 2020    | 706                  |
| 163 | 7  | Dino Rescue: Pups Save a Pterodactyl                   | Dino Soccorso: I cuccioli salvano uno pterodattilo         | Charles E. Bastien | Sean Jara                        | 24 luglio 2020   | 27 giugno 2020    | 707                  |
| 163 | 7  | Dino Rescue: Pups and the Big Rumble                   | Dino Soccorso: I cuccioli e il grande rombo                | Charles E. Bastien | David Rosenberg                  | 7 agosto 2020    | 27 giugno 2020    | 707                  |
| 164 | 8  | Dino Rescue: Pups Save a Hum-dino                      | Dino Soccorso: I cuccioli salvano un Humdi-sauro           | Charles E. Bastien | Clark Stubbs                     | 7 settembre 2020 | 11 luglio 2020    | 708                  |
| 165 | 9  | Dino Rescue: Pups Save a Sore Dino                     | Dino Soccorso: I cuccioli salvano un dinosauro dolorante   | Charles E. Bastien | Al Schwartz                      | 13 novembre 2020 | 25 luglio 2020    | 709                  |
| 165 | 9  | Dino Rescue: Pups Save the Triceratops Tag-alongs      | Dino Soccorso: I cuccioli salvano la corsa del triceratopo | Charles E. Bastien | Robin J. Stein                   | 13 novembre 2020 | 25 luglio 2020    | 709                  |
| 166 | 10 | Pups Save the Big Bad Bird Crew                        | I cuccioli salvano tre pennuti in fuga                     | Charles E. Bastien | Andrew Guerdat e Steven Sullivan | 10 luglio 2020   | 8 agosto 2020     | 710                  |
| 166 | 10 | Pups Save a Soapbox Derby                              | I cuccioli salvano la gara senza motore                    | Charles E. Bastien | Sean Jara                        | 10 luglio 2020   | 8 agosto 2020     | 710                  |
| 167 | 11 | Pups Save the Skydivers                                | I cuccioli salvano i paracadutisti                         | Charles E. Bastien | Robin J. Stein                   | 21 agosto 2020   | 22 agosto 2020    | 711                  |
| 167 | 11 | Pups Save the Cupcakes                                 | I cuccioli salvano i cupcake                               | Charles E. Bastien | Louise Moon                      | 21 agosto 2020   | 22 agosto 2020    | 711                  |
| 168 | 12 | Ultimate Rescue: Pups Save the Pupmobiles              | Ultimate Rescue: I cuccioli salvano i loro veicoli         | Charles E. Bastien | Michael Stokes                   | 9 ottobre 2020   | 5 settembre 2020  | 712                  |
| 169 | 13 | Pups Save a Lost Gold Miner                            | I cuccioli salvano un cercatore d'oro                      | Charles E. Bastien | David Rosenberg                  | 16 ottobre 2020  | 19 settembre 2020 | 713                  |
| 169 | 13 | Pups Save Uncle Otis from His Cabin                    | I cuccioli salvano lo zio Otis                             | Charles E. Bastien | Andrew Guerdat e Steven Sullivan | 16 ottobre 2020  | 19 settembre 2020 | 713                  |
| 170 | 14 | Pups Save a Rocket Roller Skater                       | I cuccioli salvano un pattinatore col turbo                | Charles E. Bastien | James Backshall                  | 23 ottobre 2020  | 3 ottobre 2020    | 714                  |
| 170 | 14 | Pups Save Ryder's Surprise                             | I cuccioli salvano la sorpresa per Ryder                   | Charles E. Bastien | Andrew Guerdat e Steven Sullivan | 23 ottobre 2020  | 3 ottobre 2020    | 714                  |
| 171 | 15 | Pups Save the Marooned Mayors                          | I cuccioli salvano i sindaci isolati                       | Charles E. Bastien | Robin J. Stein                   | 11 dicembre 2020 | 24 ottobre 2020   | 715                  |
| 171 | 15 | Pups Save the Game Show                                | I cuccioli salvano lo show televisivo                      | Charles E. Bastien | Clark Stubbs                     | 11 dicembre 2020 | 24 ottobre 2020   | 715                  |
| 172 | 16 | Pups Save the Chalk Art                                | I cuccioli salvano il disegno con i gessetti               | Charles E. Bastien | Bryan Roy                        | 6 novembre 2020  | 7 novembre 2020   | 716                  |
| 172 | 16 | Pups Save the Hot Potato                               | I cuccioli salvano la patata bollente                      | Charles E. Bastien | David Rosenberg                  | 6 novembre 2020  | 7 novembre 2020   | 716                  |
| 173 | 17 | Pups Save a Bah Humdinger                              | I cuccioli salvano l'elfo Hummy                            | Charles E. Bastien | Andrew Guerdat e Steven Sullivan | 20 novembre 2020 | 5 dicembre 2020   | 717                  |
| 174 | 18 | Pups Save Little Hairy                                 | I cuccioli salvano Little Hairy                            | Charles E. Bastien | Louise Moon                      | 23 aprile 2021   | 21 novembre 2020  | 718                  |
| 174 | 18 | Pups Save a Kooky Climber                              | I cuccioli salvano uno scalatore pazzo                     | Charles E. Bastien | Robin J. Stein                   | 23 aprile 2021   | 21 novembre 2020  | 718                  |
| 175 | 19 | Pups Save Queen Cluck-cluck                            | I cuccioli salvano la regina Coccodè                       | Charles E. Bastien | Al Schwartz                      | 12 marzo 2021    | 19 dicembre 2020  | 719                  |
| 175 | 19 | Pups Save a Desert Flounder                            | I cuccioli salvano la Flounder del deserto                 | Charles E. Bastien | Andrew Guerdat e Steven Sullivan | 12 marzo 2021    | 19 dicembre 2020  | 719                  |
| 176 | 20 | Moto Pups: Pups vs. the Ruff-ruff Pack                 | I Motocuccioli: I cuccioli contro la banda Bau Bau         | Charles E. Bastien | Andrew Guerdat e Steven Sullivan | 15 gennaio 2021  | 16 gennaio 2021   | 720                  |
| 177 | 21 | Pups Save a Trash-dinger                               | I cuccioli salvano uno Spazza-dinger                       | Charles E. Bastien | Robin J. Stein                   | 5 febbraio 2021  | 30 gennaio 2021   | 721                  |
| 177 | 21 | Pups Save the Royal Armour                             | I cuccioli salvano l'armatura reale                        | Charles E. Bastien | Sean Jara                        | 5 febbraio 2021  | 30 gennaio 2021   | 721                  |
| 178 | 22 | Moto Pups: Pups Save the Donuts                        | I Motocuccioli: I cuccioli salvano le ciambelle            | Charles E. Bastien | Clark Stubbs                     | 19 febbraio 2021 | 13 febbraio 2021  | 722                  |
| 178 | 22 | Moto Pups: Pups Save the Kitties                       | I Motocuccioli: I cuccioli salvano i gattini               | Charles E. Bastien | Al Schwartz                      | 19 febbraio 2021 | 13 febbraio 2021  | 722                  |
| 179 | 23 | Moto Pups: Pups Save a Moto Mayor                      | I Motocuccioli: I cuccioli salvano un sindaco su due ruote | Charles E. Bastien | Robin J. Stein                   | 19 marzo 2021    | 27 febbraio 2021  | 723                  |
| 180 | 24 | Moto Pups: Rescue at Twisty Top Mesa                   | I Motocuccioli: Salvataggio alla Twisty Top Mesa           | Charles E. Bastien | Michael Stokes                   | 16 aprile 2021   | 13 marzo 2021     | 724                  |
| 180 | 24 | Moto Pups: Pups Save a Sneezy Chase                    | I Motocuccioli: I cuccioli salvano l'allergico Chase       | Charles E. Bastien | Andrew Guerdat e Steven Sullivan | 16 aprile 2021   | 13 marzo 2021     | 724                  |
| 181 | 25 | Ultimate Rescue: Pups Stop a Junk-monster              | Ultimate Rescue: I cuccioli salvano un mostro di rottami   | Charles E. Bastien | David Rosenberg                  | 26 febbraio 2021 | 27 marzo 2021     | 725                  |
| 181 | 25 | Pups Save the Whale Pod                                | I cuccioli salvano le balene                               | Charles E. Bastien | Sean Jara                        | 26 febbraio 2021 | 27 marzo 2021     | 725                  |
| 182 | 26 | Pups Save Thundermouth                                 | I cuccioli salvano Bocca di Tuono                          | Charles E. Bastien | Michael Stokes                   | 7 maggio 2021    | 10 aprile 2021    | 726                  |
| 182 | 26 | Pups Save a Class Pet                                  | I cuccioli salvano la mascotte della classe                | Charles E. Bastien | Clark Stubbs                     | 7 maggio 2021    | 10 aprile 2021    | 726                  |

### Ottava stagione (2021–2022)
| N°  | N° | Titolo                                                           | Titolo                                                            | Diretto da         | Scritto da                       | Prima TV          | Prima TV          | Codice di produzione |
| N°  | N° | Originale                                                        | Italiano                                                          | Diretto da         | Scritto da                       | USA               | Canada            | Codice di produzione |
| --- | -- | ---------------------------------------------------------------- | ----------------------------------------------------------------- | ------------------ | -------------------------------- | ----------------- | ----------------- | -------------------- |
| 183 | 1  | Pups Save a Runaway Rooster                                      | I cuccioli salvano un gallo in fuga                               | Charles E. Bastien | Louise Moon                      | 28 maggio 2021    | 15 maggio 2021    | 801                  |
| 183 | 1  | Pups Save a Snowbound Cow                                        | I cuccioli salvano una mucca sulla neve                           | Charles E. Bastien | Andrew Guerdat e Steven Sullivan | 28 maggio 2021    | 15 maggio 2021    | 801                  |
| 184 | 2  | Pups Save a Sweet Mayor                                          | I cuccioli salvano un dolce sindaco                               | Charles E. Bastien | Robin J. Stein                   | 2 aprile 2021     | 29 maggio 2021    | 802                  |
| 184 | 2  | Pups Save a Magic Trick                                          | I cuccioli salvano un trucco di magia                             | Charles E. Bastien | Al Schwartz                      | 2 aprile 2021     | 29 maggio 2021    | 802                  |
| 185 | 3  | Pups Save a Rubble-Double                                        | I cuccioli salvano l'altro Rubble                                 | Charles E. Bastien | James Backshall                  | 26 giugno 2021    | 5 giugno 2021     | 803                  |
| 185 | 3  | Pups Save a Clown                                                | I cuccioli salvano un clown                                       | Charles E. Bastien | Sean Jara                        | 26 giugno 2021    | 5 giugno 2021     | 803                  |
| 186 | 4  | Pups Stop the Cheetah                                            | I cuccioli fermano il Ghepardo                                    | Charles E. Bastien | Andrew Guerdat e Steven Sullivan | 10 settembre 2021 | 12 giugno 2021    | 804                  |
| 187 | 5  | Pups Save the Moustache                                          | I cuccioli salvano i baffi                                        | Charles E. Bastien | Clark Stubbs                     | 30 luglio 2021    | 19 giugno 2021    | 805                  |
| 187 | 5  | Pups Save the Funhouse                                           | I cuccioli salvano il luna park                                   | Charles E. Bastien | David Rosenberg                  | 30 luglio 2021    | 19 giugno 2021    | 805                  |
| 188 | 6  | Sea Patrol: Pups Save a Water Walker                             | Sea Patrol: I cuccioli salvano un camminatore sull'acqua          | Charles E. Bastien | Robin J. Stein                   | 18 giugno 2021    | 26 giugno 2021    | 806                  |
| 188 | 6  | Sea Patrol: Pups Save a Windsurfer                               | Sea Patrol: I cuccioli salvano un windsurfer                      | Charles E. Bastien | Michael Stokes                   | 18 giugno 2021    | 26 giugno 2021    | 806                  |
| 189 | 7  | Pups Save the Hiding Elephants                                   | I cuccioli salvano gli elefanti                                   | Charles E. Bastien | Louise Moon                      | 15 ottobre 2021   | 3 luglio 2021     | 807                  |
| 189 | 7  | Pups Save a Yodeler                                              | I cuccioli salvano un cantante di Yodel                           | Charles E. Bastien | Andrew Guerdat e Steven Sullivan | 15 ottobre 2021   | 3 luglio 2021     | 807                  |
| 190 | 8  | Pups Save the Dizzy Dust Express                                 | I cuccioli salvano il Dizzy Dust Express                          | Charles E. Bastien | Michael Stokes                   | 19 novembre 2021  | 10 luglio 2021    | 808                  |
| 190 | 8  | Pups Save the Treetop Trekkers                                   | I cuccioli salvano tre escursioniste                              | Charles E. Bastien | James Backshall                  | 19 novembre 2021  | 10 luglio 2021    | 808                  |
| 191 | 9  | Pups Save the Treasure Cruise                                    | I cuccioli salvano la crociera                                    | Charles E. Bastien | Clark Stubbs                     | 3 dicembre 2021   | 24 luglio 2021    | 809                  |
| 191 | 9  | Pups Save Rocket Ryder                                           | I cuccioli salvano i razzi di Ryder                               | Charles E. Bastien | Michael Stokes                   | 3 dicembre 2021   | 24 luglio 2021    | 809                  |
| 192 | 10 | Pups and Katie Stop the Barking Kitty Crew                       | I cuccioli e Katie salvano i gattini che abbaiano                 | Charles E. Bastien | Andrew Guerdat e Steven Sullivan | 13 agosto 2021    | 4 settembre 2021  | 810                  |
| 192 | 10 | Pups Save the Glasses                                            | I cuccioli salvano gli occhiali                                   | Charles E. Bastien | Bryan Roy                        | 13 agosto 2021    | 4 settembre 2021  | 810                  |
| 193 | 11 | Pups vs. a Neon Humdinger                                        | I cuccioli contro Humdinger al neon                               | Charles E. Bastien | Robin J. Stein                   | 6 agosto 2021     | 18 settembre 2021 | 811                  |
| 193 | 11 | Pups Save a Royal Painting                                       | I cuccioli salvano un dipinto reale                               | Charles E. Bastien | Louise Moon                      | 6 agosto 2021     | 18 settembre 2021 | 811                  |
| 194 | 12 | Pups Save a Chicken Tulip                                        | I cuccioli salvano un tulipano chioccia                           | Charles E. Bastien | Al Schwartz                      | 11 febbraio 2022  | 2 ottobre 2021    | 812                  |
| 194 | 12 | Pups Stop an Xtreme Shark                                        | I cuccioli fermano uno squalo estremo                             | Charles E. Bastien | Sean Jara                        | 11 febbraio 2022  | 2 ottobre 2021    | 812                  |
| 195 | 13 | Pups Save a Show Jumper                                          | I cuccioli salvano la gara di salto                               | Charles E. Bastien | Louise Moon                      | 24 settembre 2021 | 16 ottobre 2021   | 813                  |
| 195 | 13 | Pups Save the Salmon                                             | I cuccioli salvano i salmoni                                      | Charles E. Bastien | Phillip Bastien                  | 24 settembre 2021 | 16 ottobre 2021   | 813                  |
| 196 | 14 | Pups vs. Ouchy Paws                                              | I cuccioli contro Zampa Bucata                                    | Charles E. Bastien | Andrew Guerdat                   | 22 ottobre 2021   | 30 ottobre 2021   | 814                  |
| 196 | 14 | Pups Save a Glow-in-the-Dark Party                               | I cuccioli salvano la festa brilla-nel-buio                       | Charles E. Bastien | James Backshall                  | 22 ottobre 2021   | 30 ottobre 2021   | 814                  |
| 197 | 15 | Rescue Knights: Quest for the Dragon's Tooth                     | Rescue Knights: Alla ricerca del dente di drago                   | Charles E. Bastien | Andrew Guerdat                   | 21 gennaio 2022   | 13 novembre 2021  | 815                  |
| 198 | 16 | Pups Stop a Super Shaker                                         | I cuccioli salvano un Super Scuotitore                            | Charles E. Bastien | Robin J. Stein                   | 5 novembre 2021   | 20 novembre 2021  | 816                  |
| 198 | 16 | Pups Save a Flying Farmhouse                                     | I cuccioli salvano una fattoria volante                           | Charles E. Bastien | Al Schwartz                      | 5 novembre 2021   | 20 novembre 2021  | 816                  |
| 199 | 17 | Pups Save a Box Fort                                             | I cuccioli salvano un fortino di cartone                          | Charles E. Bastien | Sean Jara                        | 20 maggio 2022    | 27 novembre 2021  | 817                  |
| 199 | 17 | Pups Save Travelin' Travis from Really Big Bill!                 | I cuccioli salvano Travis il Viaggiatore da Big Bill              | Charles E. Bastien | Andrew Guerdat e Steven Sullivan | 20 maggio 2022    | 27 novembre 2021  | 817                  |
| 200 | 18 | Rescue Knights: Pups Save a Dozing Dragon                        | Rescue Knights: I cuccioli salvano un drago insonnolito           | Charles E. Bastien | Michael Stokes                   | 8 aprile 2022     | 4 dicembre 2021   | 818                  |
| 201 | 19 | Rescue Knights: Pups Save a Tournament                           | Rescue Knights: I cuccioli salvano un torneo                      | Charles E. Bastien | Louise Moon                      | 4 marzo 2022      | 11 dicembre 2021  | 819                  |
| 201 | 19 | Rescue Knights: Pups Save the Baby Dragons                       | Rescue Knights: I cuccioli salvano i piccoli draghi               | Charles E. Bastien | Sean Jara                        | 4 marzo 2022      | 11 dicembre 2021  | 819                  |
| 202 | 20 | Rescue Knights: Pups Break the Ice                               | Rescue Knights: I cuccioli rompono il ghiaccio                    | Charles E. Bastien | Clark Stubbs                     | 4 febbraio 2022   | 18 dicembre 2021  | 820                  |
| 202 | 20 | Rescue Knights: Pups Save Excalibark                             | Rescue Knights: I cuccioli salvano Excalibark                     | Charles E. Bastien | Robin J. Stein                   | 4 febbraio 2022   | 18 dicembre 2021  | 820                  |
| 203 | 21 | Dancing with Luke Stars                                          | Ballando con Luke Stars                                           | Charles E. Bastien | Jeffrey Duteil                   | 15 aprile 2022    | 19 febbraio 2022  | 821                  |
| 203 | 21 | Pups Save a Mischievous Octopus                                  | I cuccioli salvano un polpo dispettoso                            | Charles E. Bastien | Patrick Rieger                   | 15 aprile 2022    | 19 febbraio 2022  | 821                  |
| 204 | 22 | Pups Save the Kitties and the Kiddies                            | I cuccioli salvano i gattini e i bambini                          | Charles E. Bastien | Andrew Guerdat e Steven Sullivan | 13 maggio 2022    | 26 febbraio 2022  | 822                  |
| 204 | 22 | Pups Save a Greenhouse                                           | I cuccioli salvano una serra                                      | Charles E. Bastien | Liam Farrell                     | 13 maggio 2022    | 26 febbraio 2022  | 822                  |
| 205 | 23 | Pups Save the Floating Goodways                                  | I cuccioli salvano i Goodway alla deriva                          | Charles E. Bastien | Michael Stokes                   | 3 giugno 2022     | 5 marzo 2022      | 823                  |
| 205 | 23 | Pups Save the Portable Pet Wash                                  | I cuccioli salvano il lavacuccioli                                | Charles E. Bastien | Clark Stubbs                     | 3 giugno 2022     | 5 marzo 2022      | 823                  |
| 206 | 24 | Pups Save a Lonesome Walrus                                      | I cuccioli salvano un tricheco malinconico                        | Charles E. Bastien | Andrew Guerdat e Steven Sullivan | 6 maggio 2022     | 12 marzo 2022     | 824                  |
| 206 | 24 | Pups Save the Hummy Gummies                                      | I cuccioli salvano le Hummy Gummy                                 | Charles E. Bastien | Al Schwartz                      | 6 maggio 2022     | 12 marzo 2022     | 824                  |
| 207 | 25 | Cat Pack/PAW Patrol Rescue: Rubble and Wild and a Yarn Ball!     | Cat Pack/PAW Patrol Rescue: Rubble, Wild Cat e un gomitolo        | Charles E. Bastien | Jeffrey Duteil                   | 8 luglio 2022     | 16 aprile 2022    | 825                  |
| 207 | 25 | Cat Pack/PAW Patrol Rescue: Skye and Rory Flip It                | Cat Pack/PAW Patrol Rescue: Skye e Rory saltano                   | Charles E. Bastien | Michael Stokes                   | 15 luglio 2022    | 23 aprile 2022    | 825                  |
| 207 | 25 | Cat Pack/PAW Patrol Rescue: Marshall, Leo and a Ferris Wheel     | Cat Pack/PAW Patrol Rescue: Marshall, Leo e la ruota panoramica   | Charles E. Bastien | Jeffrey Duteil                   | 22 luglio 2022    | 30 aprile 2022    | 825                  |
| 207 | 25 | Cat Pack/PAW Patrol Rescue: Everest, Shade and the Mountain Goat | Cat Pack/PAW Patrol Rescue: Everest, Shade e la capra di montagna | Charles E. Bastien | Louise Moon                      | 29 luglio 2022    | 6 maggio 2022     | 825                  |
| 208 | 26 | Pups Stop a Big Leak                                             | I cuccioli fermano una grossa perdita                             | Charles E. Bastien | Andrew Guerdat e Steven Sullivan | 21 aprile 2023    | 7 maggio 2022     | 826                  |
| 208 | 26 | Pups Save a Baby Anteater                                        | I cuccioli salvano un piccolo formichiere                         | Charles E. Bastien | Robin J. Stein                   | 21 aprile 2023    | 7 maggio 2022     | 826                  |
| 208 | 26 | Pups Save a Hatch Day                                            | I cuccioli salvano un comple-uovo                                 | Charles E. Bastien | Sean Jara                        | 21 aprile 2023    | 7 maggio 2022     | 826                  |
| 208 | 26 | Pups Save the Munchie Mobile                                     | I cuccioli salvano il furgoncino                                  | Charles E. Bastien | James Backshall                  | 21 aprile 2023    | 7 maggio 2022     | 826                  |

### Nona stagione (2022–2023)
| N°  | N° | Titolo                                           | Titolo                                                         | Diretto da         | Scritto da                       | Prima TV          | Prima TV          | Codice di produzione |
| N°  | N° | Originale                                        | Italiano                                                       | Diretto da         | Scritto da                       | USA               | Canada            | Codice di produzione |
| --- | -- | ------------------------------------------------ | -------------------------------------------------------------- | ------------------ | -------------------------------- | ----------------- | ----------------- | -------------------- |
| 209 | 1  | Liberty Makes a New Friend                       | Liberty ha un nuovo amico                                      | Charles E. Bastien | Andrew Guerdat e Steven Sullivan | 25 marzo 2022     | 14 maggio 2022    | 901                  |
| 209 | 1  | Pups Save the Pup Pup Boogie Contest             | I cuccioli salvano il concorso di Pup Pup Boogie               | Charles E. Bastien | Robin J. Stein                   | 25 marzo 2022     | 14 maggio 2022    | 901                  |
| 210 | 2  | Pups Meet the Cat Pack                           | I cuccioli incontrano la Cat Pack                              | Charles E. Bastien | Michael Stokes                   | 24 giugno 2022    | 28 maggio 2022    | 902                  |
| 211 | 3  | Cat Pack/PAW Patrol Rescue: Rocket Rescuers      | Salvataggio spaziale                                           | Charles E. Bastien | Andrew Guerdat e Steven Sullivan | 24 giugno 2022    | 11 giugno 2022    | 903                  |
| 211 | 3  | Cat Pack/PAW Patrol Rescue: The Golden Lion Mask | La maschera leonina                                            | Charles E. Bastien | Louise Moon                      | 24 giugno 2022    | 11 giugno 2022    | 903                  |
| 212 | 4  | Cat Pack/PAW Patrol Rescue: The Cat That Roared  | Il gatto che ruggiva                                           | Charles E. Bastien | Michael Stokes                   | 24 giugno 2022    | 25 giugno 2022    | 904                  |
| 212 | 4  | Cat Pack/PAW Patrol Rescue: Saving the Safe      | Salvare la cassaforte                                          | Charles E. Bastien | Michael Stokes                   | 24 giugno 2022    | 25 giugno 2022    | 904                  |
| 213 | 5  | Pups Save a Humdinger Doll                       | I cuccioli salvano la bambola Humdinger                        | Charles E. Bastien | Sean Jara                        | 23 settembre 2022 | 9 luglio 2022     | 905                  |
| 213 | 5  | Pups Save a Sand Sculpture Contest               | I cuccioli salvano le sculture di sabbia                       | Charles E. Bastien | Allen Markuze                    | 23 settembre 2022 | 9 luglio 2022     | 905                  |
| 214 | 6  | Big Truck Pups: Pups Stop a Flood                | Big Truck Pups: I cuccioli fermano l'acqua                     | Charles E. Bastien | Andrew Guerdat e Steven Sullivan | 9 settembre 2022  | 23 luglio 2022    | 906                  |
| 215 | 7  | Pups Save the Tooth Fairy                        | I cuccioli salvano il folletto dei denti                       | Charles E. Bastien | Sean Jara                        | 4 novembre 2022   | 6 agosto 2022     | 907                  |
| 215 | 7  | Pups Solve the Mystery of the Missing Art        | I cuccioli risolvono il mistero dei quadri scomparsi           | Charles E. Bastien | Jeffrey Duteil                   | 4 novembre 2022   | 6 agosto 2022     | 907                  |
| 216 | 8  | Pups Save the Hatchlings                         | I cuccioli salvano i pulcini                                   | Charles E. Bastien | Robin J. Stein                   | 7 aprile 2023     | 13 agosto 2022    | 908                  |
| 216 | 8  | Pups Save a Wrongway Farmhand                    | I cuccioli salvano un aiutante pasticcione                     | Charles E. Bastien | Andrew Guerdat e Steven Sullivan | 7 aprile 2023     | 13 agosto 2022    | 908                  |
| 217 | 9  | Big Truck Pups: Pups Save the Bridge             | Big Truck Pups: I cuccioli salvano il ponte                    | Charles E. Bastien | Sean Jara                        | 21 novembre 2022  | 20 agosto 2022    | 909                  |
| 218 | 10 | Big Truck Pups: Pups Save a Sliding Chalet       | Big Truck Pups: I cuccioli salvano uno chalet                  | Charles E. Bastien | Clark Stubbs                     | 28 ottobre 2022   | 27 agosto 2022    | 910                  |
| 218 | 10 | Big Truck Pups: Pups Save a Really Big Dish      | Big Truck Pups: I cuccioli salvano un grosso disco             | Charles E. Bastien | Al Schwartz                      | 28 ottobre 2022   | 27 agosto 2022    | 910                  |
| 219 | 11 | Big Truck Pups: Pups Save the Swiped Speakers    | Big Truck Pups: I cuccioli salvano gli altoparlanti            | Charles E. Bastien | Jeffrey Duteil                   | 7 ottobre 2022    | 3 settembre 2022  | 911                  |
| 219 | 11 | Big Truck Pups: Pups Save the Big Big Pipes      | Big Truck Pups: I cuccioli salvano dei tubi giganti            | Charles E. Bastien | Louise Moon                      | 7 ottobre 2022    | 3 settembre 2022  | 911                  |
| 220 | 12 | Pups Stop the Return of Humsquatch               | I cuccioli fermano il ritorno dell'Humsquatch                  | Charles E. Bastien | Clark Stubbs                     | 21 ottobre 2022   | 10 settembre 2022 | 912                  |
| 220 | 12 | Pups Save a Lonely Ghost                         | I cuccioli salvano un fantasma solo                            | Charles E. Bastien | Michael Stokes                   | 21 ottobre 2022   | 10 settembre 2022 | 912                  |
| 221 | 13 | Mighty Pups, Super Paws: Pups Stop a Mighty Eel  | I Super Cuccioli salvano una super anguilla                    | Charles E. Bastien | Michael Stokes                   | 26 dicembre 2022  | 17 settembre 2022 | 913                  |
| 221 | 13 | Mission PAW: Pups Save a Floating Royal Carriage | Mission PAW: I cuccioli salvano la carrozza reale galleggiante | Charles E. Bastien | Robin J. Stein                   | 27 dicembre 2022  | 17 settembre 2022 | 913                  |
| 222 | 14 | Aqua Pups: Pups Save a Floating Castle           | Aqua Pups: I cuccioli salvano un castello galleggiante         | Charles E. Bastien | Andrew Guerdat e Steven Sullivan | 6 gennaio 2023    | 12 novembre 2022  | 914                  |
| 223 | 15 | Dino Rescue: Pups Save a T-Rex Tyke              | Dino Rescue: I cuccioli salvano un piccolo T-Rex               | Charles E. Bastien | Al Schwartz                      | 28 dicembre 2022  | 26 novembre 2022  | 915                  |
| 223 | 15 | Pups Save a Playful Elephant Calf                | I cuccioli salvano un simpatico elefantino                     | Charles E. Bastien | Michael Stokes                   | 29 dicembre 2022  | 26 novembre 2022  | 915                  |
| 224 | 16 | All Paws on Deck                                 | Tutti i cuccioli a rapporto                                    | Charles E. Bastien | Louise Moon                      | 24 aprile 2023    | 10 dicembre 2022  | 916                  |
| 225 | 17 | Pups Save Katie and Some Kitties                 | I cuccioli salvano Katie e i gattini                           | Charles E. Bastien | Andrew Guerdat e Steven Sullivan | 17 febbraio 2023  | 24 dicembre 2022  | 917                  |
| 225 | 17 | Pups Save a Helo Humdinger                       | I cuccioli salvano Humdinger in volo                           | Charles E. Bastien | Michael Stokes                   | 17 febbraio 2023  | 24 dicembre 2022  | 917                  |
| 226 | 18 | Aqua Pups: Pups Save a Mer-race                  | Aqua Pups: I cuccioli salvano la Corsa dell'Amicizia           | Charles E. Bastien | Sean Jara                        | 20 gennaio 2023   | 25 dicembre 2022  | 918                  |
| 227 | 19 | Aqua Pups: Pups Save a Merdinger                 | Aqua Pups: I cuccioli salvano il sindaco Sirendinger           | Charles E. Bastien | Jeffrey Duteil                   | 13 gennaio 2023   | 21 gennaio 2023   | 919                  |
| 227 | 19 | Aqua Pups: Pups Save the Whale Patroller         | Aqua Pups: I cuccioli salvano il Balena Patroller              | Charles E. Bastien | Robin J. Stein                   | 13 gennaio 2023   | 21 gennaio 2023   | 919                  |
| 228 | 20 | Aqua Pups: Pups Save the Reef                    | Aqua Pups: I cuccioli salvano la barriera corallina            | Charles E. Bastien | Clark Stubbs                     | 23 gennaio 2023   | 4 febbraio 2023   | 920                  |
| 228 | 20 | Aqua Pups: Pups Stop a Giant Squid               | Aqua Pups: I cuccioli fermano una seppia gigante               | Charles E. Bastien | Michael Stokes                   | 23 gennaio 2023   | 4 febbraio 2023   | 920                  |
| 229 | 21 | Pups Save a Flamingo Dancer                      | I cuccioli salvano un fenicottero ballerino                    | Charles E. Bastien | Louise Moon                      | 14 aprile 2023    | 18 febbraio 2023  | 921                  |
| 229 | 21 | Pups Save a Mayor and Her Mini                   | I cuccioli salvano un sindaco e un mini sindaco                | Charles E. Bastien | Andrew Guerdat e Steven Sullivan | 14 aprile 2023    | 18 febbraio 2023  | 921                  |
| 230 | 22 | Pups Save a Trophy                               | I cuccioli salvano un trofeo                                   | Charles E. Bastien | Al Schwartz                      | 3 febbraio 2023   | 4 marzo 2023      | 922                  |
| 230 | 22 | Pups Save the Wind Trekkers                      | I cuccioli salvano le aeronaute                                | Charles E. Bastien | Michael Stokes                   | 3 febbraio 2023   | 4 marzo 2023      | 922                  |
| 231 | 23 | Pups Save Alex's Feathery Friends                | I cuccioli salvano gli amici pennuti di Alex                   | Charles E. Bastien | Clark Stubbs                     | 10 febbraio 2023  | 18 marzo 2023     | 923                  |
| 231 | 23 | Pups Save a Puffy Mayor                          | I cuccioli salvano un sindaco in volo                          | Charles E. Bastien | Sean Jara                        | 10 febbraio 2023  | 18 marzo 2023     | 923                  |
| 232 | 24 | Pups Save a Jukebox                              | I cuccioli salvano un jukebox                                  | Charles E. Bastien | Louise Moon                      | 24 febbraio 2023  | 8 aprile 2023     | 924                  |
| 232 | 24 | Pups Save a Mayor on a Wire                      | I cuccioli salvano un sindaco funambolo                        | Charles E. Bastien | Robin J. Stein                   | 24 febbraio 2023  | 8 aprile 2023     | 924                  |
| 233 | 25 | Pups Save the Baby Space Rocks                   | I cuccioli salvano le piccole pietre spaziali                  | Charles E. Bastien | Phillip Bastien                  | 6 marzo 2023      | 15 aprile 2023    | 925                  |
| 233 | 25 | Pups Save the Eddies and Emmys                   | I cuccioli salvano tanti Eddie e Emmy                          | Charles E. Bastien | Jeffrey Duteil                   | 6 marzo 2023      | 15 aprile 2023    | 925                  |
| 234 | 26 | Charger Visits the Pups                          | La visita dei cuccioli di Charger                              | Charles E. Bastien | Michael Stokes                   | 31 luglio 2023    | 22 aprile 2023    | 926                  |
| 234 | 26 | Pups Save a Shiny Ride                           | I cuccioli salvano una guida luminescente                      | Charles E. Bastien | Nabeel Arshad                    | 31 luglio 2023    | 22 aprile 2023    | 926                  |

### Decima stagione (2023–2024)
| N°  | N° | Titolo                                      | Titolo                                                  | Diretto da         | Scritto da                       | Prima TV         | Prima TV         | Codice di produzione |
| N°  | N° | Originale                                   | Italiano                                                | Diretto da         | Scritto da                       | USA              | Canada           | Codice di produzione |
| --- | -- | ------------------------------------------- | ------------------------------------------------------- | ------------------ | -------------------------------- | ---------------- | ---------------- | -------------------- |
| 235 | 1  | Pups Save the Wacky Water Skiers            | I cuccioli salvano due sciatori d'acqua                 | Charles E. Bastien | Al Schwartz                      | 10 luglio 2023   | 27 maggio 2023   | 1001                 |
| 235 | 1  | Pups Save the Mayor's Assistant             | I cuccioli salvano l'assistente del sindaco             | Charles E. Bastien | Clark Stubbs                     | 10 luglio 2023   | 27 maggio 2023   | 1001                 |
| 236 | 2  | Pups Save a High-flying Hen                 | I cuccioli salvano una gallina volante                  | Charles E. Bastien | Robin J. Stein                   | 24 luglio 2023   | 10 giugno 2023   | 1002                 |
| 236 | 2  | Pups Save a Sloth                           | I cuccioli salvano un bradipo                           | Charles E. Bastien | Louise Moon                      | 24 luglio 2023   | 10 giugno 2023   | 1002                 |
| 237 | 3  | Jungle Pups: Pups Find a Hidden Jungle      | Jungle Pups: I cuccioli trovano una giungla nascosta    | Charles E. Bastien | Andrew Guerdat e Steven Sullivan | 8 gennaio 2024   | 24 giugno 2023   | 1003                 |
| 238 | 4  | Pups Save a Windswept Polar Bear Cub        | I cuccioli salvano un orsetto polare                    | Charles E. Bastien | Michael Stokes                   | 15 gennaio 2024  | 8 luglio 2023    | 1004                 |
| 238 | 4  | Pups Save a Drive-in                        | I cuccioli salvano un drive-in                          | Charles E. Bastien | Sean Jara                        | 16 gennaio 2024  | 8 luglio 2023    | 1004                 |
| 239 | 5  | Pups Save Their Digi Tal Friends            | I cuccioli salvano gli amici Digi e Tal                 | Charles E. Bastien | Andrew Guerdat e Steven Sullivan | 17 luglio 2023   | 22 luglio 2023   | 1005                 |
| 239 | 5  | Pups Save the Rainbow                       | I cuccioli salvano l'arcobaleno                         | Charles E. Bastien | Jeffrey Duteil                   | 17 luglio 2023   | 22 luglio 2023   | 1005                 |
| 240 | 6  | Jungle Pups: Pups Save the Big, Big Animals | Jungle Pups: I cuccioli salvano gli animali preistorici | Charles E. Bastien | Louise Moon                      | 9 gennaio 2024   | 5 agosto 2023    | 1006                 |
| 241 | 7  | Jungle Pups: Pups Save the Meerkat Pirates  | Jungle Pups: I cuccioli salvano i suricati pirati       | Charles E. Bastien | Clark Stubbs                     | 10 gennaio 2024  | 12 agosto 2023   | 1007                 |
| 241 | 7  | Jungle Pups: Pups Save a Hum-hippo          | Jungle Pups: I cuccioli salvano un Hum-ippo             | Charles E. Bastien | Robin J. Stein                   | 10 gennaio 2024  | 12 agosto 2023   | 1007                 |
| 242 | 8  | Jungle Pups: Pups Save a Golden Sweetie     | I cuccioli salvano una Sweetie dorata                   | Charles E. Bastien | Louise Moon                      | 11 gennaio 2024  | 19 agosto 2023   | 1008                 |
| 242 | 8  | Jungle Pups: Pups Save the Giant Ants       | I cuccioli salvano le formiche giganti                  | Charles E. Bastien | Sean Jara                        | 11 gennaio 2024  | 19 agosto 2023   | 1008                 |
| 243 | 9  | Pups Stop a Gold Finding Machine            | I cuccioli fermano una macchina cerca oro               | Charles E. Bastien | Michael Stokes                   | 31 ottobre 2023  | 26 agosto 2023   | 1009                 |
| 243 | 9  | Pups Help Mayor Humdinger Out of a Jam      | I cuccioli liberano Humdinger dalla marmellata          | Charles E. Bastien | Al Schwartz                      | 1º novembre 2023 | 26 agosto 2023   | 1009                 |
| 244 | 10 | Liberty's Mountain Rescue                   | Il salvataggio in montagna di Liberty                   | Charles E. Bastien | Scott Gray                       | 2 novembre 2023  | 2 settembre 2023 | 1010                 |
| 244 | 10 | Pups Save a Flying Farmer Yumi              | I cuccioli salvano la signora Yumi volante              | Charles E. Bastien | David Rosenberg                  | 2 novembre 2023  | 2 settembre 2023 | 1010                 |
| 245 | 11 | Pups Stop the Falling Space Junk            | I cuccioli fermano i rifiuti spaziali                   | Charles E. Bastien | Andrew Guerdat e Steven Sullivan | 8 novembre 2023  | 9 settembre 2023 | 1011                 |
| 245 | 11 | Pups Stop the Giant Cuckoo                  | I cuccioli fermano un cucù gigante                      | Charles E. Bastien | Jeffrey Duteil                   | 9 novembre 2023  | 9 settembre 2023 | 1011                 |
| 246 | 12 | Pups Save a Hum-ñata                        | I cuccioli salvano la pignatta di Humdinger             | Charles E. Bastien | Robin J. Stein                   | 15 novembre 2023 | 28 ottobre 2023  | 1012                 |
| 246 | 12 | Pups Stop the Foggy Skies                   | I cuccioli fermano la nebbia                            | Charles E. Bastien | Mark Purdy                       | 16 novembre 2023 | 28 ottobre 2023  | 1012                 |
| 247 | 13 | Mighty Pups vs. the Mayor of the Universe   | I Super Cuccioli contro il sindaco dell'universo        | Charles E. Bastien | Sean Jara                        | 30 ottobre 2023  | 11 novembre 2023 | 1013                 |
| 248 | 14 | Charger's Christmas Adventure               | L'avventura di Natale di Charger                        | Charles E. Bastien | Michael Stokes                   | 27 novembre 2023 | 25 novembre 2023 | 1014                 |
| 248 | 14 | Pups Save Great Uncle Smiley's Cup          | I cuccioli salvano la coppa dello zio Smiley            | Charles E. Bastien | Andrew Guerdat e Steven Sullivan | 28 novembre 2023 | 25 novembre 2023 | 1014                 |

### Speciali
| Titolo            | Titolo                           | Diretto da         | Scritto da                       | Prima TV         | Prima TV          |
| Originale         | Italiano                         | Diretto da         | Scritto da                       | USA              | Canada            |
| ----------------- | -------------------------------- | ------------------ | -------------------------------- | ---------------- | ----------------- |
| Mighty Pups       | I Super Cuccioli                 | Charles E. Bastien | Andrew Guerdat e Steven Sullivan | 12 novembre 2018 | 6 ottobre 2018    |
| Ready Race Rescue | Pronti, partenza, alla riscossa! | Charles E. Bastien | Andrew Guerdat e Steven Sullivan | 11 novembre 2019 | 5 agosto 2019     |
| Jet to the Rescue | Jet in soccorso                  | Charles E. Bastien | Louise Moon                      | 8 settembre 2020 | 25 settembre 2020 |

## Film
| Titolo                       | Titolo                     | Diretto da  | Scritto da                              | Data di uscita    | Data di uscita  | Data di uscita    |
| Originale                    | Italiano                   | Diretto da  | Scritto da                              | USA               | Canada          | Italia            |
| ---------------------------- | -------------------------- | ----------- | --------------------------------------- | ----------------- | --------------- | ----------------- |
| PAW Patrol: The Movie        | PAW Patrol: Il Film        | Cal Brunker | Bob Barlen, Cal Brunker e Billy Frolick | 20 agosto 2021    | 20 agosto 2021  | 23 settembre 2021 |
| PAW Patrol: The Mighty Movie | PAW Patrol - Il super film | Cal Brunker |                                         | 29 settembre 2023 | 13 ottobre 2023 | 28 settembre 2023 |